# Radamel Falcao
Radamel Falcao García Zárate (Santa Marta, Magdalena, 10 de febrero de 1986) es un futbolista colombiano que juega como delantero y actualmente es agente libre. Fue internacional con la selección colombiana, de la cual es su máximo goleador histórico. Debutó profesionalmente con trece años en el extinto club colombiano Lanceros Fair Play.
Es el jugador que más goles ha anotado en una sola temporada de un torneo europeo, con diecisiete goles. Este récord lo comparte con Cristiano Ronaldo, quien marcó diecisiete goles durante la Liga de Campeones de la UEFA 2013-14. Tal récord lo logró con el F. C. Porto en la Liga Europea de la UEFA durante la temporada 2010-2011. En julio de 2011 fue considerado el quinto mejor futbolista en Europa (solo por detrás de Lionel Messi, Cristiano Ronaldo, Xavi Hernández y Andrés Iniesta) mediante una votación realizada por cincuenta y tres periodistas deportivos de las federaciones que forman parte de la UEFA.
En 2012 fue incluido, por segunda vez consecutiva, entre los mejores diez jugadores de la temporada en Europa. En esta ocasión, fue valorado como el octavo mejor jugador en Europa. Tal decisión fue tomada con base en una votación en la que, de igual forma que en 2011, se tuvieron en cuenta a cincuenta y tres periodistas representantes de las federaciones miembro de la UEFA. En el mismo año, fue considerado el tercer mejor jugador del mundo de la temporada 2011-12, según la revista francesa Onze Mondial, mediante el premio Once de Bronce. En el mismo año, fue considerado el mejor futbolista del mundo por Globe Soccer Awards.
En enero de 2013, fue incluido en el FIFA/FIFPro World XI 2012, mediante una votación en la que participaron más de 50 000 jugadores profesionales de la Federación Internacional de Futbolistas Profesionales (FIFPro). Fue elegido quinto (5.º) mejor jugador del mundo en 2012, según la votación del FIFA Balón de Oro 2012. Por segunda ocasión de manera consecutiva, en octubre de 2013, fue incluido en la lista de veintitrés nominados al FIFA Balón de Oro 2013, En la votación del galardón entre la primera lista de 23 jugadores, fue elegido el decimoprimer (11.º) mejor jugador del mundo del año 2013.
Falcao comenzó su carrera profesional en la segunda división colombiana a la edad de 13 años en Lanceros Fair Play, antes de mudarse al club argentino River Plate, donde jugó con su academia juvenil desde 2001 hasta 2005 y luego ganó el Torneo Clausura 2007-08. En 2009, se unió al club portugués Porto, donde ganó varios trofeos, incluido el doblete de la UEFA Europa League y la Primeira Liga en 2011. En agosto de 2011, se mudó al club español Atlético de Madrid por un récord del club de 40 millones de euros. Fue parte integral de la Europa League 2012 y la Supercopa de Europa del club. Falcao también fue prolífico en La Liga durante su tiempo con el Atlético, siendo el tercer máximo goleador en 2011-12 y 2012-13.
El 31 de mayo de 2013 se confirmó su fichaje por el A. S. Mónaco, club de la Ligue 1 de Francia, por 63 millones de euros y firmó así un contrato por cinco años con un sueldo de catorce millones de euros por temporada. De esta forma, se convirtió, en su momento, en el futbolista mejor pagado en la historia de Colombia.
En la segunda mitad de su temporada de debut, una lesión en el ligamento cruzado anterior lo descartó durante seis meses. Pasó las siguientes dos temporadas cedido en los clubes de la Premier League: Manchester United y Chelsea. Al reincorporarse al Mónaco en el verano de 2016, recuperó su mejor forma y los llevó a su primer título de la Ligue 1 en 17 años. Falcao se unió al club turco Galatasaray en 2019, antes de regresar a La Liga en 2021 con el Rayo Vallecano.
Hizo su debut absoluto con Colombia en 2007, y desde entonces ha jugado más de 90 partidos internacionales y marcado 35 goles, lo que lo convierte en su máximo goleador de todos los tiempos desde que rompió el récord anterior de 25 goles en junio de 2017. Representó a su país en la Copa América de 2011, 2015 y 2019. Falcao se perdió la Copa Mundial de la FIFA 2014 por lesión, pero hizo su debut en la Copa del Mundo 2018 en Rusia.

## Biografía

Firma de Falcao.

Radamel Falcao García es hijo de Radamel García, exdefensor central de equipos profesionales en Colombia y Venezuela durante los años 80 y 90. Falcao, llamado así por el volante brasileño Paulo Roberto Falcão que era ídolo de su padre, comenzaba a despuntar en el fútbol y en el béisbol. Durante su estadía en Venezuela, el béisbol se convertiría en su pasión. En El Vigía jugó en categorías infantiles tratando de imitar los pasos de dos de sus modelos en la pelota chica, los campocortos Omar Vizquel y Ozzie Guillén. Sin embargo, al regresar la familia García a Colombia, Radamel se dedica al fútbol participando en torneos infantiles y juveniles donde demuestra sus extraordinarias condiciones como delantero de ataque que le llevarían a Argentina y Europa.
Radamel Falcao está casado con la cantante argentina Lorelei Tarón, a quien conoció en una iglesia evangélica a la que asistía en Buenos Aires. El 13 de agosto de 2013, nació su hija Dominique García Tarón en el Hospital Princesa Grace en La Colle, Mónaco. Su segunda hija, Desirée García Tarón, nació en febrero de 2015. En agosto de 2017, nació su tercera hija, Annette García Tarón.
En junio de 2013 es nombrado aliado de la Oficina de Naciones Unidas contra la Droga y el Delito. En noviembre de 2013, se informó oficialmente que Radamel es embajador de buena voluntad de la ONUDD.

### Fraude fiscal en España
En julio de 2017, aceptó un fraude fiscal de 8,2 millones de euros que ocultó durante su estadía en España (2012-2013). Falcao llegó a un acuerdo económico con la Hacienda española por el dinero. Poco después, Falcao reiteró que no cometió ningún delito fiscal ni fraude. Respecto al pago del dinero, sus abogados declararon mediante un comunicado que se hizo para "paralizar la generación de intereses y recargos en la vía administrativa iniciada por la Hacienda Pública española". En mayo de 2018 el jugador aceptó la condena por dos delitos fraude fiscal en 2012 y 2013.

### Legado deportivo
Su padre (Radamel García) y su tío (Alex García King) fueron jugadores y entrenadores. Su otro tío (Herbert King) aunque no fue deportista llegó a tener gran reconocimiento como actor.

## Trayectoria deportiva

### Inicios
Mientras acompañaba a su padre en Venezuela, Falcao tuvo sus primeras participaciones en torneos oficiales con los equipos infantiles de Monagas SC y Deportivo Táchira. Posteriormente, al regresar a Colombia, comenzó su proceso formativo jugando en el equipo de Silvano Espíndola (el Club Deportivo Fair Play) y en la Selección de fútbol de Bogotá (en las categorías infantil y prejuvenil). En esta última etapa, compartió equipo con varios jugadores que más tarde alcanzaron el profesionalismo, como Rafael Robayo, Abel Aguilar, Pacho Nájera, Stalin Motta, John Sandoval, Jairo Suárez, Óscar Morera, entre otros.

### Lanceros Fair Play

#### (1999-00) Debut profesional y primer gol
El Tigre debutó en la Categoría Primera B de Colombia en el Lanceros Fair Play que jugó en Tunja y después en 2001 se trasladó a Chía. Falcao debutó a los trece años y ciento doce días contra el Deportivo Pereira el 28 de agosto de 1999 en el Estadio La Independencia, convirtiéndose en el jugador más joven en debutar en un torneo de fútbol profesional en Colombia.
En el año 2000, con tan solo catorce años de edad, Falcao empezó a ser tenido seriamente en cuenta por el director técnico de Lanceros Fair Play, Hernán Pacheco; ese año, García jugó siete partidos con Lanceros. El 23 de abril de 2000, en el Estadio Olímpico El Sol de Sogamoso, anotó su único gol con Lanceros Fair Play contra Club El Cóndor. En total, sus dos años de experiencia con Lanceros Fair Play, dejaron un saldo de ocho partidos jugados y un gol marcado. Después entrenó con la profesional de Millonarios antes del Campeonato Sudamericano Sub-17 de 2001 y de ahí partió hacia la Argentina.

### C. A. River Plate

#### (2001-05) Llegada a Argentina e inicios en Primera División
En el año 2001, Radamel fue fichado por el River Plate de Argentina por la suma de USD 500 000. Tras llegar al club argentino se unió al equipo juvenil de octava división en la que este participaba. Su debut profesional en la Primera División de Argentina tuvo lugar el 29 de mayo del año 2005 en la fecha 15 del Torneo Clausura 2005 de la mano de Leonardo Astrada (en ese entonces entrenador de River Plate), en un partido en el que su equipo cayó derrotado 1-2 frente a Gimnasia y Esgrima La Plata.
La consolidación de Radamel se produjo durante el Torneo Apertura 2005, torneo en el cual logró anotar su primer doblete de goles en Argentina, que lo conseguiría el 2 de octubre de 2005, frente a Independiente, en un partido que finalizó 3-1 a favor de River Plate. Aquel suceso, se repitió en ese mismo torneo dos veces más: contra Lanús, al marcar un doblete de goles que colaboró en el triunfo 4-1 como local de River, y frente a San Lorenzo, también con dos goles que ayudaron a aumentar el marcador que terminó 5-1 a favor de River. Además de sus tres dobletes, Falcao convirtió un gol más en aquel Torneo Apertura 2005, con el que sumó siete goles en siete partidos bajo la dirección técnica de Reinaldo Merlo.

#### La lesión de 2006
Tras culminar el Torneo Apertura 2005, el delantero colombiano sufrió una importante lesión de ligamentos durante la pretemporada, debió permanecer apartado de las canchas, y no pudo jugar el Torneo Clausura 2006, siendo de esta forma, Radamel tuvo su regreso hasta poco después de dar inicio del Torneo Apertura 2006. En este torneo, El Tigre tuvo la oportunidad de jugar doce partidos, en los que solo marcó en una ocasión, gol que marcó el 22 de octubre, frente a Rosario Central, el cual significó el segundo gol que cerró un 2-0 definitivo a favor de su equipo. Por otro lado, el 12 de octubre, Falcao debutó internacionalmente, por la Copa Sudamericana 2006 frente al Atlético Paranaense en el partido de vuelta de los octavos de final. En un encuentro que finalizó 2-2, Falcao no marcó gol y solamente jugó el primer tiempo. El Paranaense había ganado 0-1 en el partido de ida jugado en el Estadio Monumental, por lo que el equipo de Radamel quedó eliminado de la competición.

#### (2007) Primera tripleta
A nivel internacional, El Tigre solo disputó un partido en la Copa Libertadores 2007 frente a Colo-Colo el 22 de febrero, encuentro en el cual no anotó para su equipo y fue expulsado al minuto 65. En el Torneo Clausura 2007, Radamel no tomó protagonismo a nivel general, debido a que solo anotó en un partido en todo el campeonato. El único encuentro del campeonato en el que marcó fue el 24 de febrero, frente a Racing Club en el Estadio Presidente Perón, donde también marcó un doblete en la victoria por 2-4 a favor del equipo millonario. En aquel Torneo Clausura, Falcao disputó 8 partidos.
Falcao hizo un hat trick por primera vez como profesional el 28 de septiembre de 2007 frente al club brasileño Botafogo de parte de los octavos de final de la Copa Sudamericana 2007, donde River Plate hizo una remontada para la historia. Su último gol para completar su triplete lo marcó en el minuto 90, que también fue decisivo porque el global estaba en 3-3 y sin ese gol el River hubiera sido eliminado. Días después, el 7 de octubre, marcó su primer gol en un Superclásico del fútbol argentino. Fue el primero de los dos goles de River Plate sobre Boca Juniors en el triunfo por 2-0.

#### (2008) Primer título local
River rechazó ofertas del Deportivo La Coruña por $12 millones, y del Fluminense, Aston Villa, y AC Milan por $15 millones, en verano de 2008. El 8 de junio ganó con River Plate el torneo Clausura 2008 bajo la dirección técnica de Diego Simeone, donde marcó 8 goles. Debido a su destacada temporada en River Plate se volvió a rumorear su vinculación con varios equipos aunque, finalmente, permaneció en River durante el Apertura 2008 donde el club hizo la peor campaña de su historia quedando último.

#### (2009) El último semestre en River Plate
En el 2009 River Plate tuvo un comienzo complicado: fue eliminado en la fase de grupos de la Copa Libertadores 2009 y fue ganando pocos partidos en el Clausura 2009, sin embargo, Radamel mantuvo su olfato goleador y fue pieza clave en el esquema de Néstor Gorosito, pues había crecido en los últimos dos años como delantero anotando más de 30 goles en torneos de la AFA y más de 10 en torneos internacionales. Marcó 45 goles en total con el equipo profesional de River Plate en sus 8 años y medio en el fútbol argentino.

### F. C. Porto

#### (2009-10) Sus primeros pasos en el fútbol europeo

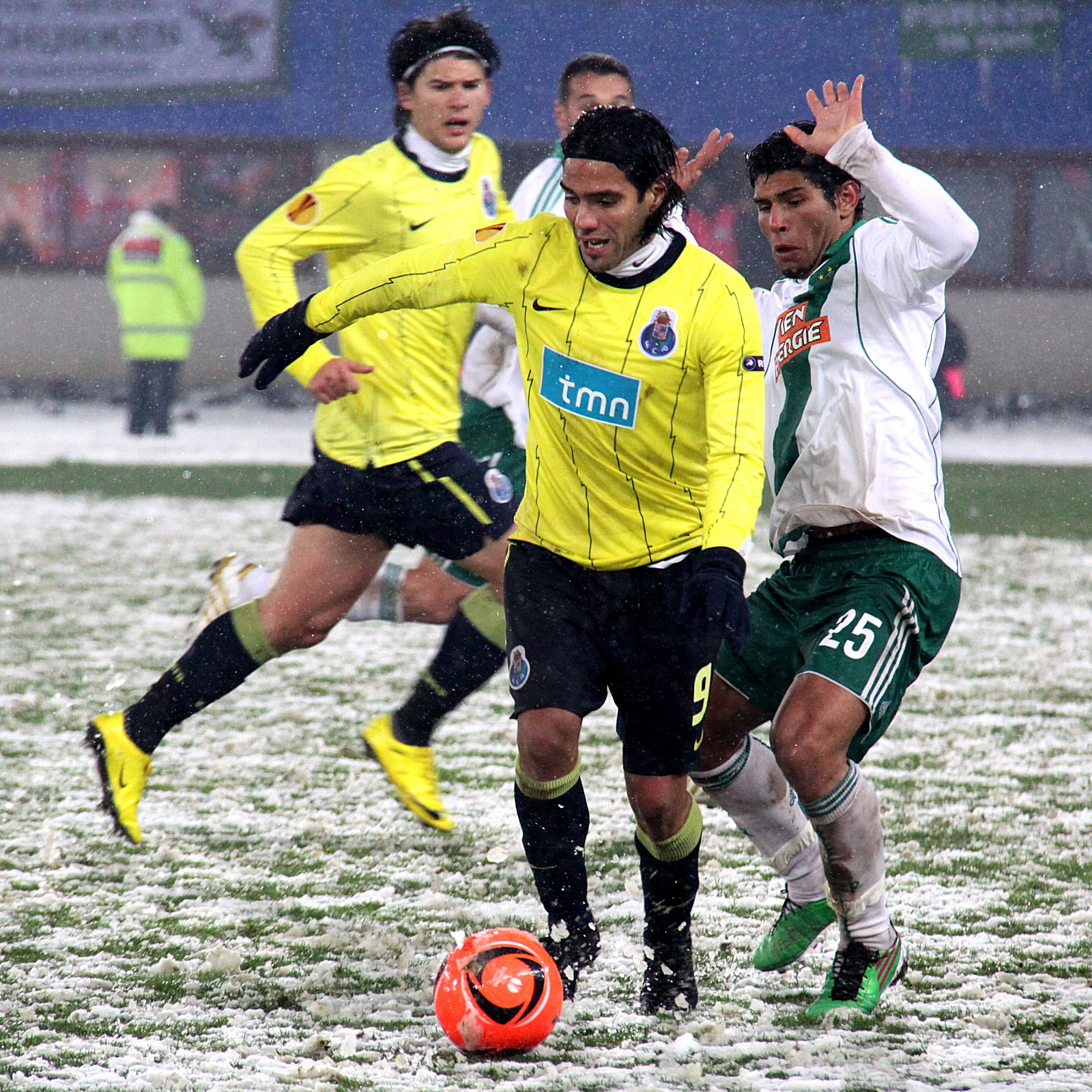
El Tigre en un partido frente a Rapid Viena, en el Estadio Ernst Happel, por la Liga Europa. En un encuentro que significó su primer triplete en Europa.

Su salto a Europa no se hizo esperar y en el mes de julio del 2009 se confirmó su paso al F. C. Porto por 5,5 millones de euros, con el que firmó un contrato por cinco temporadas. Su adaptación al fútbol portugués fue inmediata; en los primeros seis meses en el club «El Tigre» marcó once goles en diecinueve partidos. Su primer gol oficial en Portugal lo marcó el 16 de agosto frente al Paços de Ferreira. En su primera participación en la Liga de Campeones de Europa, anotó cuatro goles en ocho partidos: Uno al APOEL de Nicosia en fase de grupos, dos al Atlético de Madrid —en partidos distintos— y uno al Arsenal, club que eliminó a los lusos en los octavos de final de la competencia.
En la temporada 2009-2010 marcó treinta y cuatro goles en cuarenta y dos partidos, veinticinco en liga, cuatro en Liga de Campeones de Europa y seis en la Copa de Portugal. Esta cifra lo ubicó en el segundo lugar de la lista de goleadores de la liga lusa liderada por el Paraguayo Óscar Cardozo del Benfica con 26 anotaciones. Aunque su equipo dejó pasar la Liga de Portugal, que era el principal objetivo de la temporada, logró la Supercopa (partido que reúne al campeón de Liga y Copa) ante su máximo rival, el Benfica, al cual derrotó por 2-1, con buena participación de Falcao, que convirtió la segunda cifra del encuentro. También consiguieron el título de la Copa de Portugal, donde primero marcó el compatriota de Falcao, Fredy Guarín, y después Falcao el mismo para cerrar la victoria 2-1 contra G. D. Chaves.

#### (2010-11) La temporada de los cinco títulos

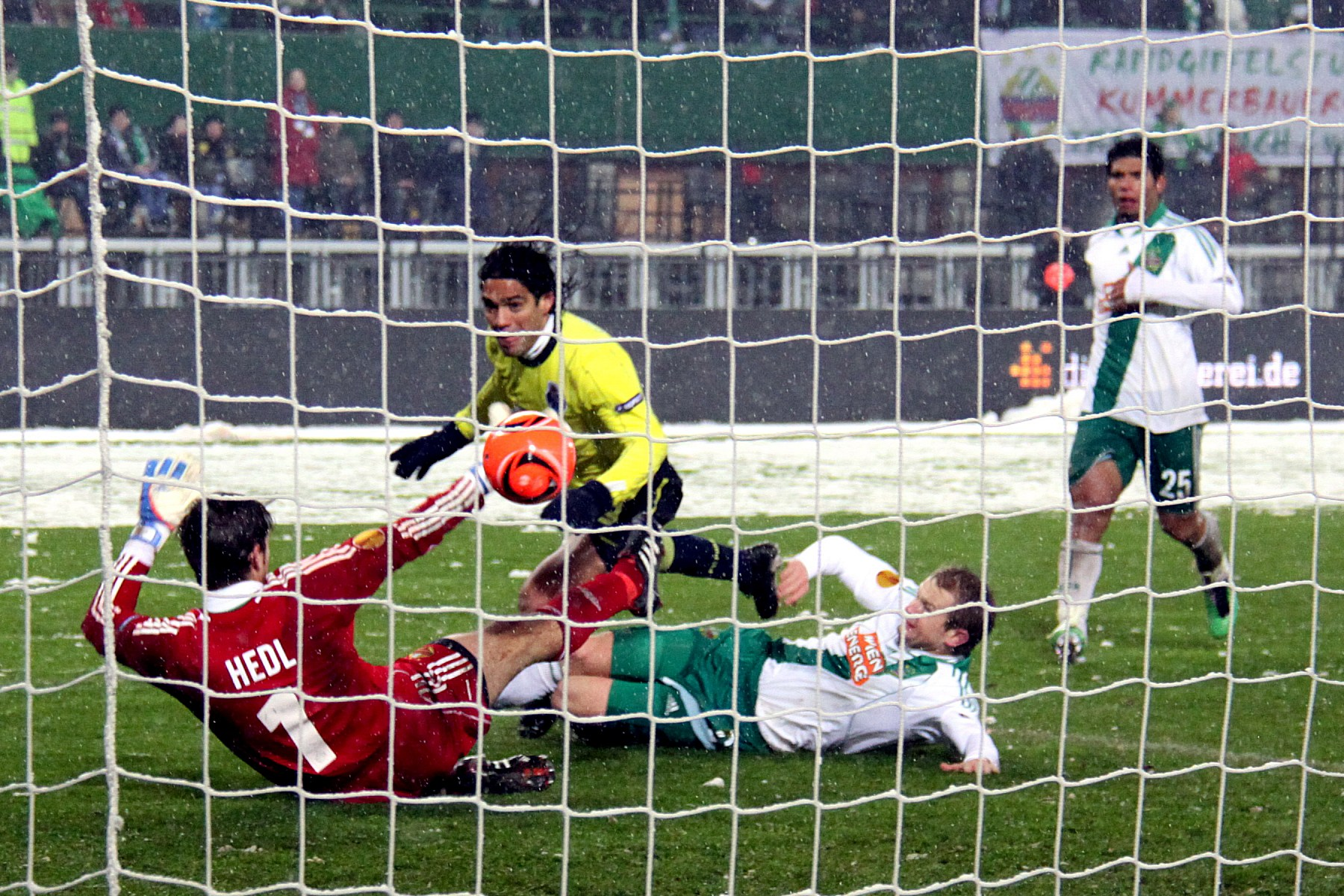
Falcao termina su triplete ante el Rapid de Viena en diciembre de 2010.

En la temporada 2010-2011 marcó 39 tantos, 17 en UEFA Europa League (uno en la pre-clasificación) consolidándolo como goleador parcial del certamen; por su parte, en los torneos de Portugal marcó 5 tantos en la copa, 16 en la liga, y 4 en la Copa de la Liga. Radamel Falcao fue compañero de los también colombianos Freddy Guarín y James Rodríguez en el Porto.
En esa misma temporada el F. C. Porto ganó la Liga de Portugal en la fecha 25 con 5 fechas de anticipación. El campeonato lo obtuvieron cuando enfrentaron como visitante a su máximo rival, el campeón defensor Benfica, al cual vencieron por 1-2. En el partido Falcao tuvo un papel clave, pues cuando el marcador se encontraba 1-1, Falcao dentro del área rival regateó al portero, el cual le cometió falta para pena máxima y fue ejecutada por Hulk, marcando y dándole así el triunfo al Porto.

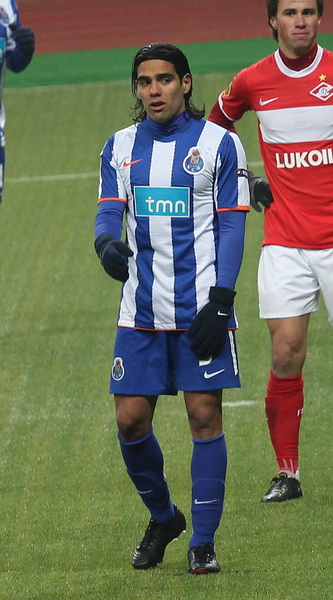
Falcao frente a Spartak Moscú.

En abril de 2011 el F. C. Porto clasificó a la final de la Copa de Portugal al vencer al Benfica en su estadio por 1-3, García nuevamente aportó uno de los goles de la victoria.
En la UEFA Europa League 2010-11 es figura del campeonato. El 7 de abril del 2011 Falcao probó una vez más su reputación al anotar tres goles en la victoria 5-1 del Porto ante el Spartak de Moscú, donde también colaboró con una asistencia. En el juego de visita vencieron 2-5 al equipo ruso, García realizó una asistencia y un gol en el encuentro.

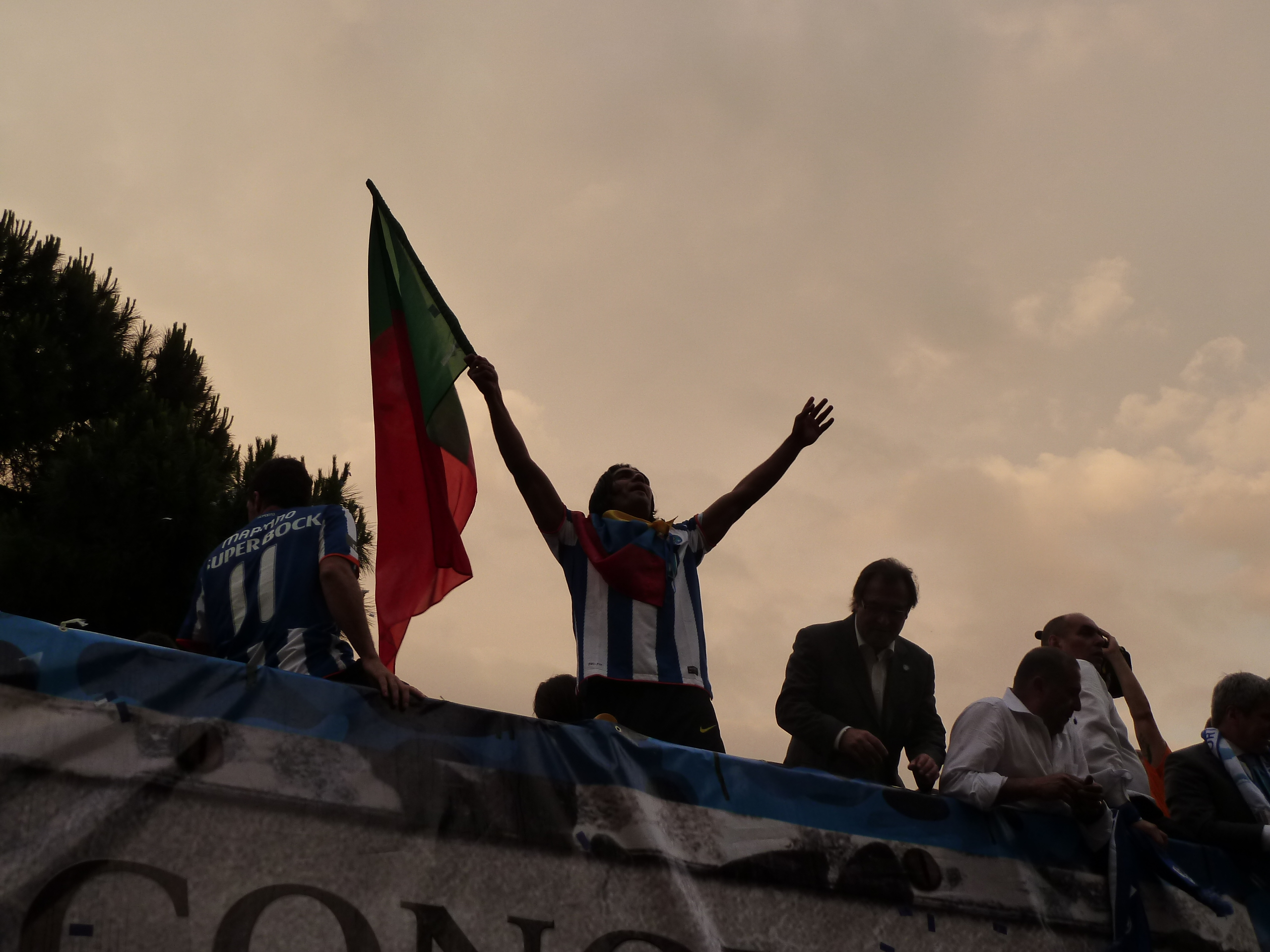
Falcao celebrando con sus compañeros, uno de los tantos campeonatos conquistados con el Porto.

En la semifinal de la UEFA Europa League 2010-11 contra el Villarreal volvió a ser partícipe del marcador al anotar 4 tantos en la ida y 1 en la vuelta para llegar a los 16 goles y proclamarse casi por completo goleador de la competencia. En el partido de ida también anotó su compatriota Fredy Guarín.
Falcao se clasificó a la final de la UEFA Europa League con su club Oporto el 5 de mayo de 2011 a pesar de la derrota de su club 3- 2 a manos de Villarreal. En este partido Falcao entró en la historia de la competición, al convertirse en el máximo anotador en una misma temporada de la UEFA Europa League.
El 18 de mayo se jugó la final de la UEFA Europa League 2010-11 en el Estadio Aviva de Dublín entre el F. C. Porto y el Sporting Braga. Radamel marcó el único gol con el que el Porto derrotó al Braga por 1-0, ganando su cuarta competición europea en su historia. La anotación fue al minuto 42 del primer tiempo, cuando Freddy Guarín tomó el balón por el costado derecho y metió un centro preciso para que Falcao convirtiera de cabeza. De esta forma, Falcao batió el récord de 15 goles que Jürgen Klinsmann anotó en la edición 1995-96 de la Copa de la UEFA con el Bayern Múnich, marcando 17 goles y convirtiéndose en el máximo goleador por temporada en la historia de la competición.

### Atlético de Madrid

#### (2011-12) Bicampeón de la Liga Europea
El 18 de agosto de 2011 el Atlético de Madrid fichó a Radamel Falcao García por una suma estimada en 40 millones de euros. Con este fichaje, Falcao se convirtió en la venta más cara de la historia de la Primera División de Portugal, el jugador por el que el cuadro colchonero pagó más dinero y, a la vez, el futbolista colombiano por el que se pagó más dinero en la historia. El lunes 22 de agosto de 2011, Falcao fue presentado ante su nueva afición en el escenario futbolístico del club, el Vicente Calderón, en donde fue recibido por alrededor de diez mil aficionados.

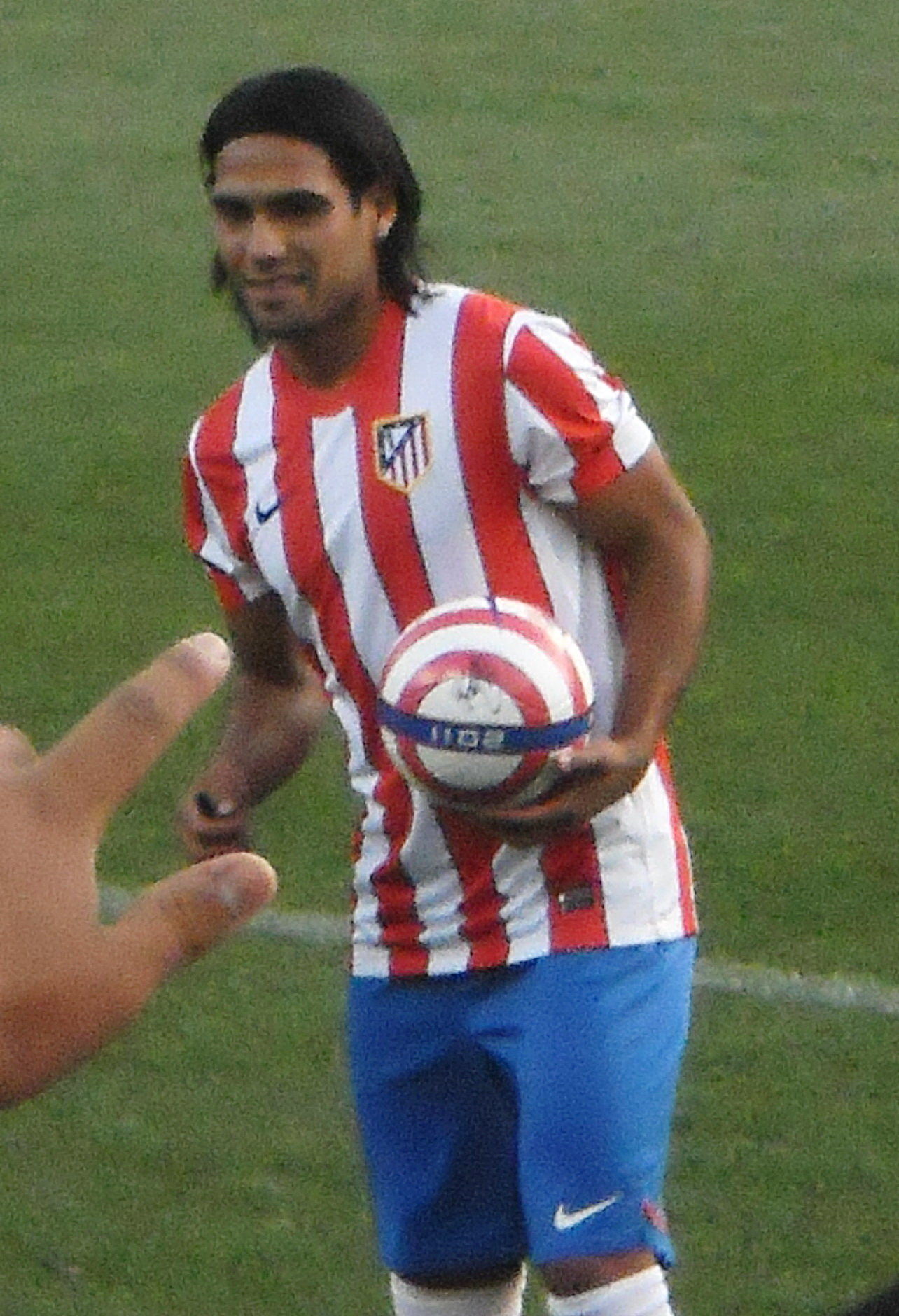
Falcao con el Atlético de Madrid en 2011.

En consecuencia de que Radamel aún no tenía los papeles necesarios en su totalidad para jugar en la liga, no tuvo la oportunidad de participar en el primer choque del campeonato, frente a Osasuna. El 10 de septiembre, debutó con la camiseta rojiblanca en partido correspondiente a la tercera jornada de liga, encuentro que finalizó con una derrota de su equipo por 1-0 ante el Valencia en condición de visitante. Su primer gol con el Atlético de Madrid lo marcó el 15 de septiembre de 2011 en el Estadio Vicente Calderón durante la primera jornada de la Liga Europea de la UEFA 2011-12 frente al Celtic de Glasgow. Tal tanto significó el 1-0 parcial, que luego terminó en un 2-0 a favor del Atlético. Posteriormente, el colombiano hizo sus primeros goles en la liga española, estrenándose con un triplete, el 18 de septiembre frente al Racing de Santander por la 4.ª jornada, en un encuentro que culminó 4-0. En la siguiente jornada de la liga española, continuó con su racha goleadora, en el partido que enfrentó al Atlético con Sporting de Gijón en el Estadio Vicente Calderón, El Tigre convirtió dos tantos en la goleada 4-0 contra dicho equipo y, llegó a los 6 goles en 4 partidos con su nuevo equipo, 5 de ellos en la liga española.
El 3 de noviembre, Falcao de nuevo aportó para el Atlético en la goleada 4-0 frente a Udinese de parte de la fase de grupos de la Liga Europea, poniendo el gol que cerró la cuenta. Cuatro días después, Falcao sumó un gol más en su cuenta personal, esta vez de penal, frente a Getafe, en un partido en el que su equipo perdió 3-2 en el Coliseum Alfonso Pérez. Después, el 10 de noviembre, se supo que Radamel sufrió una lesión mientras entrenaba con la selección Colombia, tal lesión lo alejó de las canchas por dos semanas. Por lo tanto le impidió jugar frente a Levante, partido que su equipo ganó 3-2, y adicionalmente, no pudo jugar el derbi madrileño contra el Real Madrid, encuentro en el cual el Atlético perdió 4-1.
El retorno de Falcao, tras su lesión, tuvo fecha el 30 de noviembre frente a Celtic, por la quinta jornada de la UEFA Europa League, en un juego en el que entró al minuto 67', sustituyendo a Adrián López, cuando el partido ya tenía en el marcador el 0-1 final a favor de su equipo. Mientras que su regreso a la liga española, el 4 de diciembre, se dio en un partido que enfrentó al Atlético y al Rayo Vallecano, y que finalizó 3-1 en casa, con un gol y una asistencia de El Tigre. En el último encuentro de la fase de grupos de la Liga Europea frente al Stade Rennais en el Vicente Calderón, que terminó en una victoria por 3-1, Falcao marcó el primer gol para su equipo de tiro penal. El 21 de diciembre jugó su primer y único partido por la Copa del Rey 2011-12, en la derrota de su club frente al Albacete con un marcador de 0-1, en el Vicente Calderón. Tal partido significó el encuentro de vuelta de los dieciseisavos de final del torneo. Con este resultado, el Atlético sentenció su eliminación de la competición, debido a que, en el partido de ida también perdieron 2-1, con el cual sumaron un global de 1-3 ante un equipo de Segunda División B de España. Este resultado, tuvo como consecuencia la salida de Gregorio Manzano como director técnico de Falcao, y a su vez, la llegada de Diego Simeone al banquillo rojiblanco para el resto de la temporada.
Falcao jugó su primer partido del año 2012 con un partido empatado sin goles, el 7 de enero en La Rosaleda frente a Málaga CF por la Liga BBVA, en el que se resaltó el debut de Diego Simeone como entrenador del colchonero. Tras esto, el Atlético de Madrid recibió en casa al Villarreal, y El Tigre anotó en dos ocasiones, una de estas de tiro penal, ayudando a su equipo en un juego que finalizó 3-0. El 21 de enero, Falcao consiguió su segunda tripleta con la camiseta rojiblanca, en la goleada 0-4 —por la primera jornada de la liga española, anteriormente aplazada— que le propinaron a la Real Sociedad, en el Estadio Municipal de Anoeta. Cabe resaltar, que tal suceso, causó que el colombiano firmara la mejor primera vuelta de un futbolista del Atlético desde el año 1999, con 14 goles en 19 partidos. El récord anterior fue hecho por Jimmy Floyd Hasselbaink, quien hizo 17 goles en 19 partidos. Luego vinieron tres encuentros seguidos, en los cuales Radamel no pudo hacerse presente en el marcador, uno de ellos ganado por 0-1 frente a Osasuna y dos partidos empatados con marcador sin goles: primero frente a Valencia CF en casa, y después frente a Racing de Santander como visitante. El 6 de febrero, Falcao recibió el premio al mejor jugador de la Liga de Portugal 2010-11, entregado por el diario portugués A Bola.
El 16 de febrero, se reanudó la UEFA Europa League, con los dieciseisavos de final del campeonato, fase en la que al Atlético Madrid le correspondió medirse frente a la S. S. Lazio de Italia. Así, el partido de ida, se jugó en el Estadio Olímpico de Roma, y finalizó con un marcador de 1-3 para el equipo rojiblanco, con dos goles de Falcao. El 23 de febrero, se disputó el encuentro de vuelta de los dieciseisavos de la Liga Europea de la UEFA frente a la Lazio, y dio como resultado 1-0, a favor del colchonero, sin la presencia de Radamel en el marcador. De esta manera, Atlético clasificó a la siguiente ronda con un global de 4-1.
Previo al partido entre F. C. Barcelona y Atlético de Madrid, por la jornada 25 de la Liga BBVA, Pep Guardiola dio su opinión acerca de Falcao:

"Probablemente, el mejor jugador de área del mundo ahora mismo".
Pep Guardiola, director técnico del FC Barcelona. 25 de febrero de 2012.

Este partido frente al F. C. Barcelona se jugó en el Vicente Calderón, el 25 de febrero, y finalizó con una derrota por 2-1, en contra del equipo rojiblanco. Para el Atlético, marcó Falcao tras un tiro de esquina; de la escuadra blaugrana marcaron Daniel Alves y Lionel Messi. Luego, Falcao afrontó con su equipo el juego de ida de los octavos de final de la Liga Europea frente a Beşiktaş de Turquía, ya que contra Sevilla no pudo jugar por acumulación de tarjetas. El 8 de marzo, tal encuentro versus Beşiktaş, finalizó 3-1 a favor del Atlético, con la ausencia de Falcao en el marcador. Por la liga española, jugó el 11 de marzo frente a Granada CF, y participó activamente al marcar el segundo gol del encuentro que finalizó 2-0 en el Vicente Calderón. A continuación, cuatro días después, El Tigre participó en la goleada por 3-0 que su equipo le propinó al Beşiktaş, en el Estadio BJK İnönü, por el partido de vuelta de los octavos de final de la Europa League, ya que marcó el segundo gol para su equipo al minuto 83' de juego. Posteriormente, en las jornadas 28 y 29 de la Liga BBVA, frente a Mallorca y Athletic Bilbao, marcó 3 goles, pero sin embargo, contra él Mallorca, Atlético perdió como visitante 2-1, en el que Falcao marcó pero falló un penalti; de otro lado, contra el Bilbao, salieron victoriosos con un 2-1 en Madrid, y también con doblete del colombiano.
El 29 de marzo, Falcao anotó el gol número 400 del Atlético de Madrid en competiciones europeas. Dicho suceso se dio en el partido de ida por cuartos de final de la UEFA Europa League 2011-12 contra el Hannover 96 alemán. Falcao, en tal partido, además del gol, dio la asistencia del segundo gol, en el encuentro que finalizó 2-1 a favor de Atlético de Madrid. Antes de disputar el encuentro de vuelta, Falcao marcó un gol frente al Getafe en un partido de liga disputado el 1 de abril, y que terminó con un marcador favorable al colchonero de 3-0. Posteriormente, en el partido de vuelta, frente al Hannover 96 en el HDI-Arena, Falcao marcó de nuevo, esta vez de volea desde el borde del área en los últimos minutos del partido; este gol frente a Hannover significó su gol número 100 en ligas europeas.
Falcao García jugó su primer derbi madrileño, el día 11 de abril, partido que su equipo perdió 1-4 frente al Real Madrid. El Tigre marcó el gol del descuento para el Atlético Madrid, que en su momento significó el empate para el equipo. Tras cuatro días de haber disputado el derbi madrileño, García fue de nuevo titular en el encuentro por la jornada 34 de la Liga BBVA 11-12, entre Rayo Vallecano y Atlético Madrid, en el cual fue fundamental para su equipo al marcar el único tanto del Atlético Madrid, gol que significó el 0-1 final, el cual les dio un importante triunfo que hasta ese momento, los acercaba a los puestos de clasificación a UEFA Champions League y Europa League.

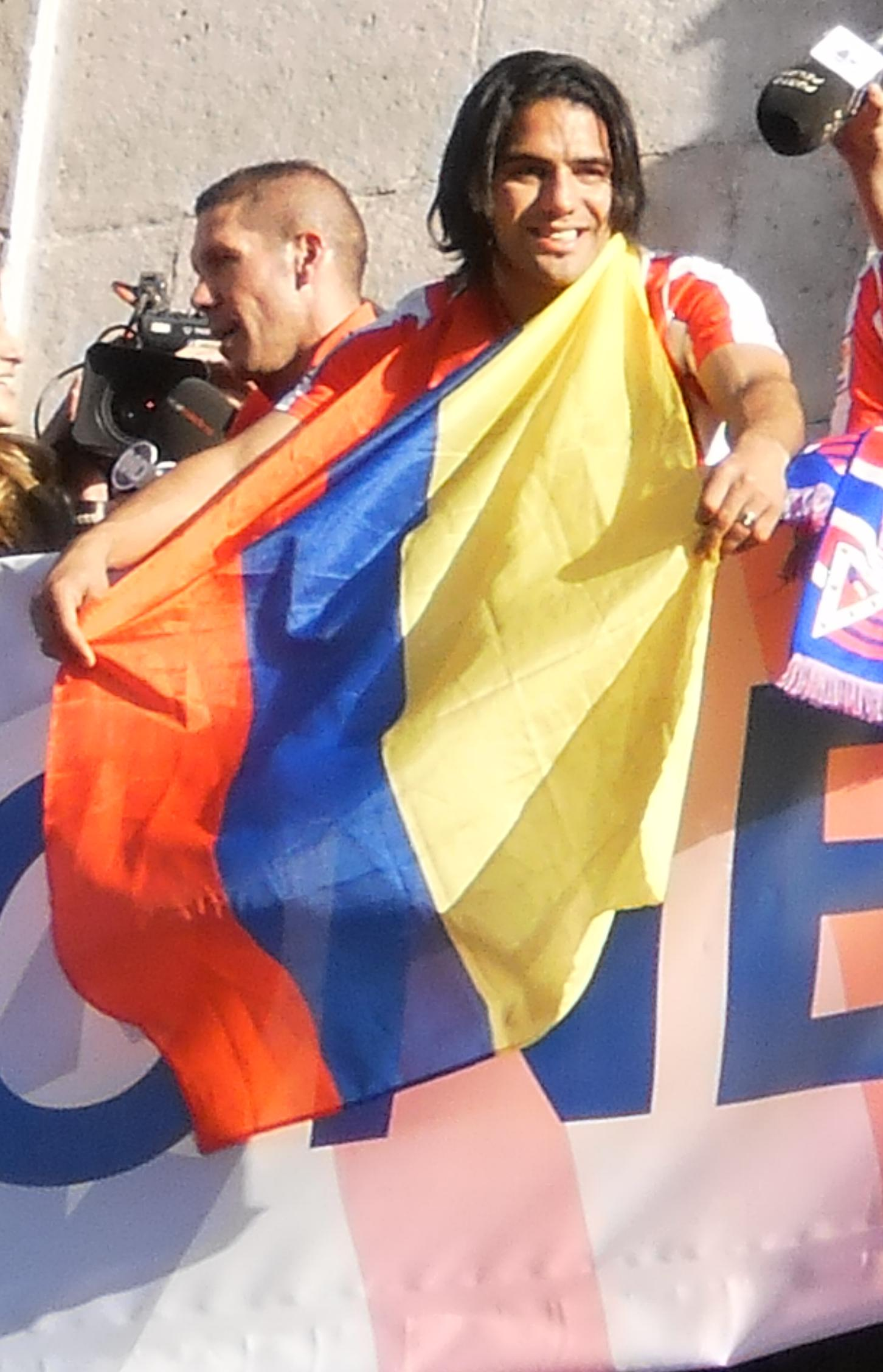
Radamel celebrando el título de la Liga Europea de la UEFA 2011-12 con la bandera de Colombia en la Puerta del Sol, Madrid.

Falcao de nuevo tuvo la oportunidad de jugar las semifinales de la UEFA Europa League pero esta vez lo hizo jugando para el Atlético de Madrid y no para el F. C. Oporto, con quien había conseguido la Europa League la temporada anterior. Así, el partido de ida se jugó el 19 de abril en Madrid, frente al Valencia C. F., y el marcó dos goles: el primero y el último de los cuatro que marcó el Atlético en aquel 4-2 a favor de los colchoneros. El 26 de abril, en el partido de vuelta de las semifinales de la Europa League, Falcao jugó los 90 minutos, pero esta vez no consiguió anotar ningún gol en el partido que finalizó 0-1 a favor del Atlético frente al Valencia en el Estadio de Mestalla. De esta forma, Falcao, por segunda vez consecutiva, consiguió el pase a la final de la UEFA Europa League. Su racha goleadora en el Atlético siguió en pie y, de nuevo, Falcao fue importante para su equipo en el partido que los enfrentó al Real Betis en el Estadio Benito Villamarín, donde el Atlético empezó ganando y a falta de 5 minutos para el final el Betis remontó el marcador para poner 2-1 en desventaja al club colchonero, Falcao anotó de cabeza en tiempo de reposición el importante gol que les dio el sufrido empate.
Después de dos partidos en los que no consiguió marcar goles, frente a Real Sociedad y Málaga, al Atlético le correspondió jugar la final de la UEFA Europa League 2011-12. De esta forma, el 9 de mayo de 2012, el equipo colchonero, se enfrentó al Athletic Club en el Arena Națională en Rumania. Falcao, al igual que en la final de la UEFA Europa League 2010-11, fue el mejor jugador del partido, y anotó por dos ocasiones en un partido que finalizó 3-0 a favor del Atlético de Madrid que se consagró campeón del torneo. Con estos dos goles, además, Falcao se convirtió en el jugador del Atlético que más goles anotó en la UEFA Europa League, y el goleador de la competición, con 12 goles en 15 partidos.
El último partido de Falcao en la temporada lo jugó el 13 de mayo, frente al Villarreal, en El Madrigal, válido por la jornada 38 de la Liga Española. El juego finalizó 0-1 a favor del Atlético, con un agónico gol de Radamel que, tras un tiro de esquina, remató de cabeza al minuto 88'; a su vez, con tal resultado se selló el descenso del Villarreal a la Liga Adelante 2012-13. Con este último gol frente al Villarreal, Radamel sumó un total de 36 goles en todas las competiciones durante la temporada 2011-12 con el Atlético de Madrid.

#### (2012-13) Obtención de la Copa del Rey
El 16 de julio de 2012, se dio a conocer la lista de los 32 candidatos a mejor jugador de la UEFA de la temporada 2011-12, en la cual Radamel Falcao se hizo presente, siendo él, el único colombiano y único jugador del Atlético Madrid en la lista. De cara a esta temporada, el Atlético designó a Radamel como el tercer capitán del equipo.
El 14 de agosto, se dio a conocer los resultados de la votación para elegir al mejor jugador en Europa de la temporada 2011-12, en la que se hicieron partícipes 53 periodistas deportivos representantes de las federaciones miembro de la UEFA; en esta votación, Falcao fue ubicado como el octavo mejor jugador de Europa en la temporada, empatado en puntos con el portero checo Petr Čech. Cabe resaltar que fue incluido por segunda vez consecutivamente, tras haber quedado quinto en la misma votación en el año 2011.
Su primer partido de la temporada, lo jugó el 19 de agosto frente a Levante en condición de visitante; este encuentro, finalizó con empate a un gol, y a pesar de que Radamel jugó todo el partido, no marcó pero asistió el único gol de su equipo. Los primeros goles de El Tigre no se hicieron esperar, y en la segunda fecha de la liga española marcó el primer triplete del torneo en su edición 2012-13 —y su tercer triplete desde su llegada al Atlético Madrid— frente a Athletic Club en el Vicente Calderón, tal juego culminó con un 4-0 a favor del equipo madrileño.
El 30 de agosto, la UEFA anunció los mejores diez goles de la Liga Europea de la UEFA 2011-12 en los cuales fueron incluidos tres tantos marcados por El Tigre en tal torneo; dos de estos goles, marcados en la final del campeonato y el restante, lo marcó frente a Valencia C. F. en el partido de ida por las semifinales. El mismo día, a priori de jugarse la Supercopa de Europa 2012 entre Chelsea C. F. y Atlético Madrid, el director técnico del equipo blue Roberto Di Matteo opinó respecto a Radamel:

"He visto jugar mucho a Falcao durante las dos últimas temporadas, es un jugador soberbio. Es uno de los mejores del mundo y creo que será una gran amenaza para nosotros mañana por la noche."
Roberto Di Matteo, director técnico del Chelsea F. C. 30 de agosto de 2012.

De esta forma, llegó el 31 de agosto y Radamel disputó su primera final de Supercopa de Europa en su edición 2012. El Tigre fue la figura del partido que terminó con un claro 1-4, que coronó campeón al Atlético, al marcar su octava tripleta a lo largo de su carrera; con esta tripleta, Falcao se convirtió por primera vez en el goleador de una Supercopa de Europa. Tras los dos juegos de las eliminatorias al mundial en los que marcó, siguió con su racha goleadora, frente a Rayo Vallecano en el Estadio Vicente Calderón, al marcar uno de los cuatro goles con los que su equipo ganó cuatro goles a tres. Su octavo gol en la temporada, llegó frente a Valladolid CF de tiro penal, poniendo el dos a cero en un partido que finalizó 2-1. Continuó marcando el 26 de septiembre, en un partido pendiente frente a Real Betis por la tercera fecha, en esta ocasión, marcando dos de los cuatro goles de su equipo que ganó 2-4.
El 28 de septiembre fue premiado con el Once de Oro, según la revista francesa Onze Mondial, como el tercer mejor jugador del mundo en la temporada 2011-12. Después de superar una lesión que lo hizo ausentarse de los encuentros frente a Espanyol, por liga, y Viktoria Plzeň, por Europa League, afrontó el partido que los enfrentó al Málaga CF en condición de local; en este encuentro, Radamel jugó los 90 minutos del partido, y fue determinante para que su equipo marcara los dos goles con los que ganó 2-1. Marcó el primer gol, sin embargo, en el segundo gol del Aleti hubo polémica para saber quién lo marcó, ya que el acta del árbitro informó que Radamel marcó solo un gol y que el segundo gol fue en propia puerta; de igual forma, en el diario Marca, que otorga el Trofeo Pichichi al mayor goleador del torneo, le contabilizaron el gol a Falcao. El 21 de octubre, visitó Anoeta en donde se enfrentó a la Real Sociedad y marcó el gol del triunfo de su equipo, al minuto 90' de tiro libre. Tras esto, el propio Radamel manifestó: "es el primer gol de falta que consigo como profesional".
Fue nominado, entre 10 candidatos, al premio al jugador del año según la revista World Soccer Magazine. Posteriormente, sumó un gol más a sus estadísticas cuando convirtió el último gol del Atlético, en el partido que su equipo ganó 3-1 como local a Osasuna. Fue nominado al Balón de Oro de la FIFA 2012, en la lista de 23 candidatos que se anunció el 29 de octubre. A posteriori de haber participado en tres partidos seguidos sin marcar gol, El Tigre jugó frente a Sevilla CF, encuentro que culminó 4-0 a favor del Atlético en el que marcó su gol número 50 de lanzamiento penal. Una vez disputado el derbi madrileño, el 9 de diciembre jugó frente a Deportivo de La Coruña, encuentro en el que marcó 5 goles por primera vez en su carrera, en la goleada de 6 goles a 0 en el Vicente Calderón.
El 14 de diciembre World Soccer Magazine informó su lista de los mejores 10 jugadores del mundo, en la cual Falcao fue incluido como el quinto mejor jugador del mundo. Dos días después, se enfrentó al Barcelona, por la decimosexta jornada de la liga española, encuentro en el que abrió el marcador para su equipo, sin embargo, los colchoneros cayeron en el Camp Nou 4-1.
El 28 de diciembre le fue otorgado el premio como mejor futbolista del 2012 por la organización Globe Soccer Awards en la ciudad de Dubái. Posteriormente, el 7 de enero en la Gala del FIFA Balón de Oro 2012, hizo parte del FIFA/FIFPro World XI 2012, premio entregado a los mejores once jugadores del año mediante una votación de 50.000 jugadores pertenecientes a la Federación Internacional de Futbolistas Profesionales. Así mismo, ese día salieron a la luz los resultados del FIFA Balón de Oro, en los cuales El Tigre fue elegido el quinto mejor jugador del mundo en 2012 según periodistas, capitanes y entrenadores de todas las federaciones que conforman a la FIFA. De otro lado, en el Premio Puskás al mejor gol del año, en el cual estaba nominado, se ubicó segundo en la votación que se llevó a cabo en la página web oficial de la FIFA.
En la semifinal de la Copa del Rey, Falcao anotó contra Sevilla en un empate 2-2. Aunque el Atlético avanzó a la final en un 4-3 global, porque ganaron la ida 2-1. En el partido de Liga contra el Valencia, Valencia había marcado un gol en el inicio del partido al minuto 4. Sin embargo, Falcao respondió con un gol menos de un minuto más tarde. El juego sin embargo, solo terminó 1-1. El 15 de abril de 2013, Falcao anotó un doblete contra Granada en una cómoda victoria por 5-0. El segundo gol significó el gol número 200 de Falcao en su carrera como profesional (contando el club y el país). En un partido como visitante contra Sevilla, Falcao anotó el único gol en la victoria por 0-1. En el último partido de Falcao contra el Barcelona para la temporada 2012-2013, Falcao anotó otro gol en un 2-1 hogar perdido. Este hecho hizo que Falcao se convirtiera en uno de los pocos jugadores en marcar de manera consecutiva contra ellos, en 3 de los 4 partidos disputados en La Liga entre la actual y la pasada campaña. El 17 de mayo de 2013 disputa la final de la Copa del Rey contra el Real Madrid en el Estadio Santiago Bernabéu, donde otorgaría una magnífica asistencia a Diego Costa en el primer gol de los colchoneros. El partido finalizó con un marcador de 1-2 a favor del Atlético y consecuentemente festejaron esta conquista.

### A. S. Mónaco F. C.

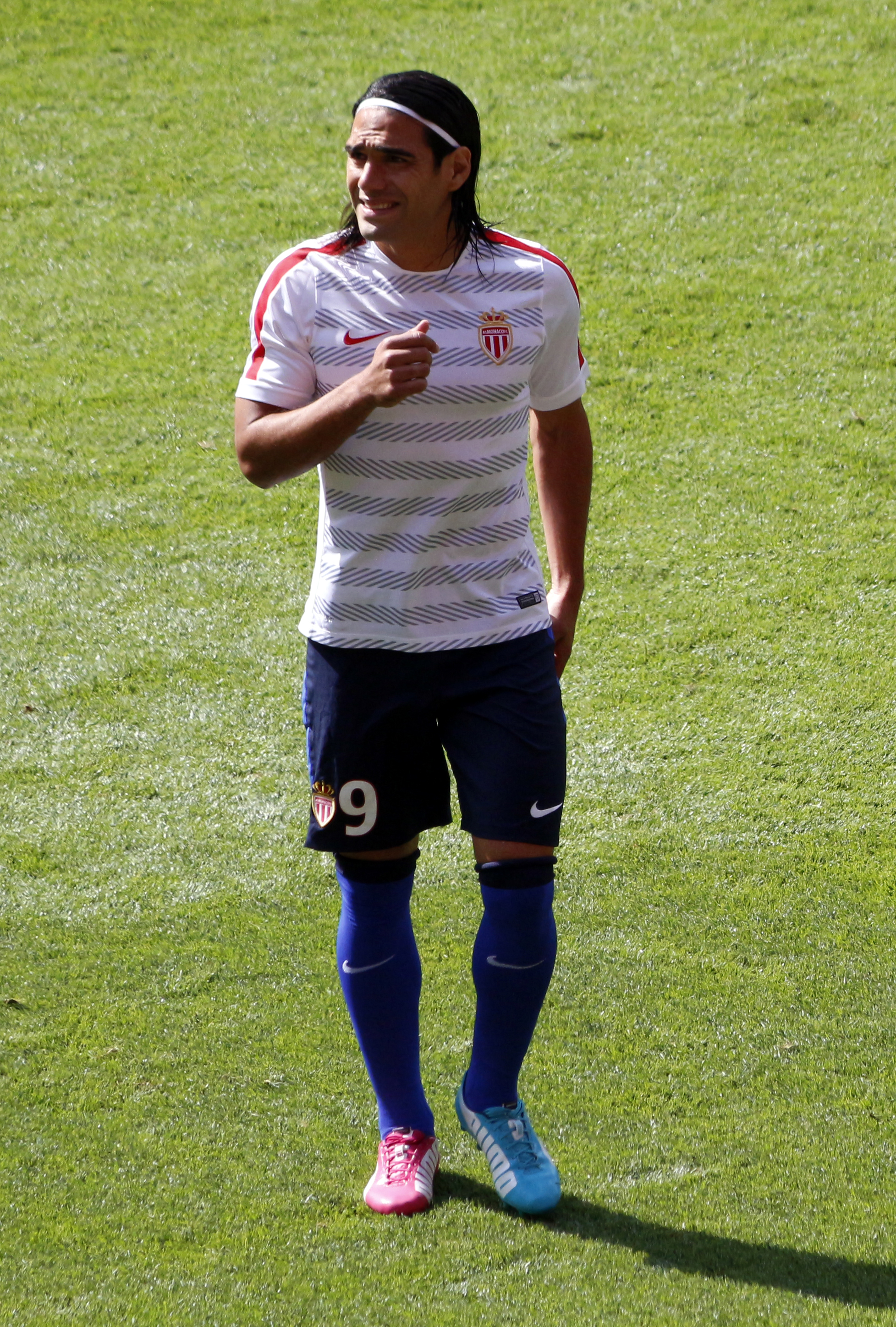
Falcao entrenando con el A. S. Mónaco F. C. en la temporada 2013-14.

El 31 de mayo de 2013 se confirmó su fichaje por el A. S. Mónaco F. C., club de la Ligue 1 de Francia, por 63 millones de euros y firmó así un contrato por cinco años con un sueldo de catorce millones de euros por temporada. De esta forma, se convirtió, en su momento, en el futbolista mejor pagado en la historia de Colombia.
El 22 de enero de 2014, en un partido que lo midió frente al Monts d'Or Azergues Foot por la Copa de Francia 2013/14 —en el que marcó un gol—, resultó lesionado en la rodilla izquierda antes de finalizar el primer tiempo después de una entrada dura por un defensa. Posteriormente, tras exámenes realizados, se confirmó que sería intervenido quirúrgicamente en Oporto por una rotura del ligamento anterior cruzado y tendría un período de recuperación de seis meses.
La recuperación de Falcao fue confirmada a mediados de julio e iba a jugar con regularidad en los partidos de pretemporada de Mónaco después de 6 meses dejados a un lado. Regresó al campo en la Copa Emirates al entrar como sustituto de Dimitar Berbatov en el minuto 72 en el que Mónaco empató 2-2 ante el Valencia. Al día siguiente se jugó la primera hora del partido contra el Arsenal Football Club, y anotó el único gol del partido y la victoria a los 36 minutos.
El 10 de agosto, en su primer partido oficial desde su lesión, Falcao ingresó por Lucas Ocampos en el minuto 59 y anotó un gol de penal, pero Mónaco perdió 2-1 en casa ante el Lorient. Dos semanas más tarde, comenzó ante el Nantes y anotó el único gol del partido, en dirección de Layvin Kurzawa salió antes de la media hora para los primeros puntos del club de la temporada. En medio de los rumores de una transferencia, Falcao no fue incluido en el próximo partido del Mónaco contra el Lille, y vio desde la grada junto a su propietario Vadim Vasilyev.

### Manchester United F. C.

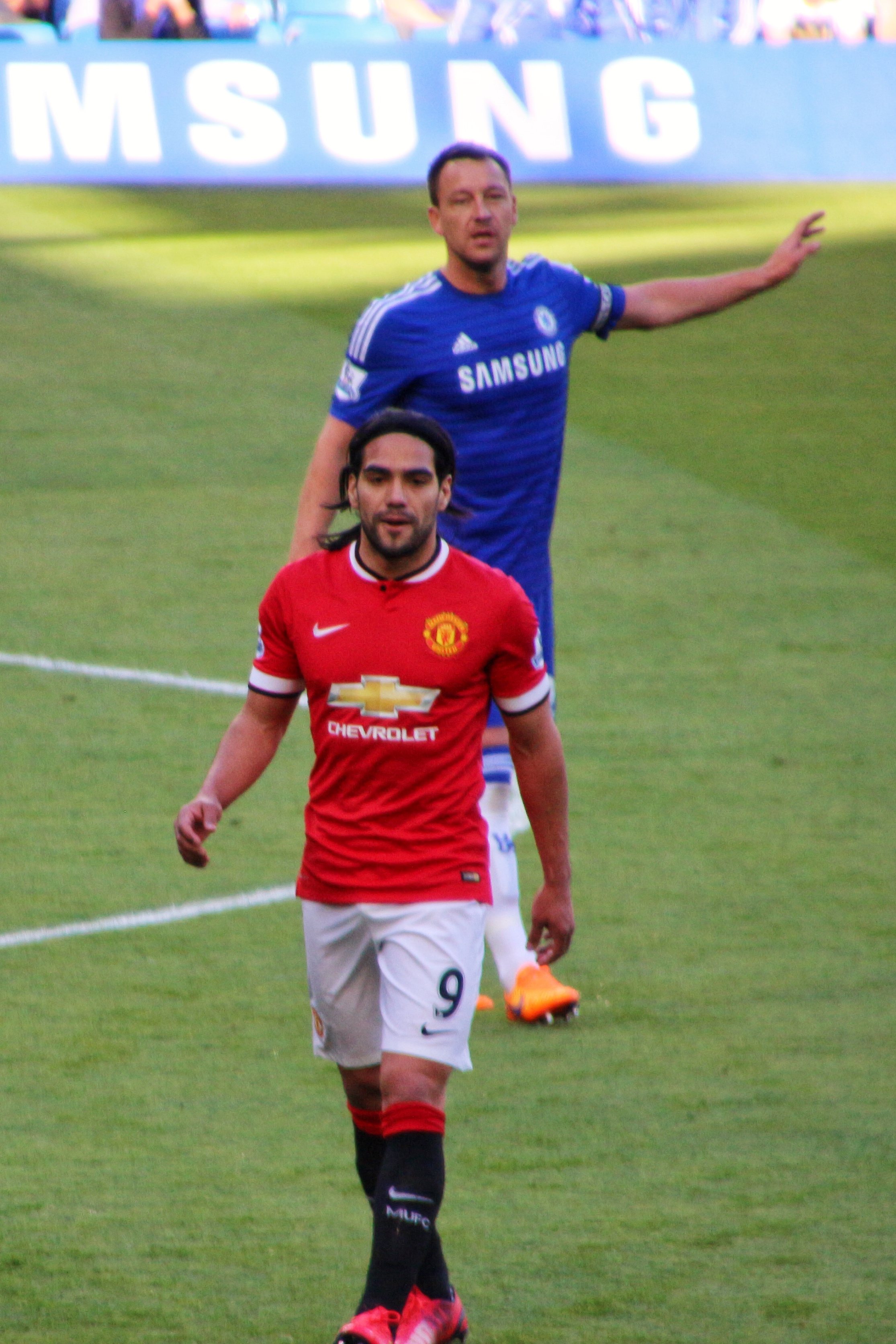
Falcao jugando para el Manchester United en 2015.

El 2 de septiembre de 2014 se confirmó su fichaje por el Manchester United de la Premier League inglesa, cedido por 7.600.000 € con opción de compra. El 5 de octubre de 2014 anota su primer gol con los "Red Devils" ante Everton Football Club, el 'Tigre' anotó su primer gol con el Manchester United, en un partido en el que junto con el argentino Ángel Di María lograron la victoria (2-1), Di María adelantó a los "Red Devils" en el minuto 27 y, pese a que el Everton empató de penal gracias al escocés Steven Naismith (55), Falcao marcó su primer gol con su nuevo equipo (62) para dar los tres puntos al Manchester United.
El 20 de diciembre de 2014, Falcao hizo su regreso por primera vez y marcó un gol en el segundo tiempo en el empate 1-1 con el Aston Villa. Seis días más tarde, se proporciona una asistencia a Wayne Rooney contra el Newcastle United y United ganaría el partido 3-1. El 1 de enero de 2015, Falcao igualó ante el Stoke City en un empate 1-1 siendo felicitado al empezar el año anotando gol.
El 10 de marzo, un día después de haber estado en el banquillo en la eliminación quedando fuera de la FA Cup en casa por el Arsenal Football Club, Falcao jugó para su equipo sub-21 en el empate 1-1 con el Tottenham Hotspur, siendo sustituido en el minuto 72. El descenso fue criticado públicamente por los exfutbolistas Dietmar Hamann y Willem van Hanegem, a quien había descrito la decisión de Louis van Gaal para ser "una falta de respeto" y "vergonzoso". En su cuenta de Twitter, el Manchester United confirma que no ejercerá la opción de compra sobre el delantero colombiano, fijada en 43,5 millones de libras (55 millones de euros). En su primera temporada en la Premier, Falcao ha disputado 1.286 minutos, repartidos en 26 encuentros, en los que ha anotado cuatro tantos, con un balance de 322 minutos por gol, y ha dado cuatro asistencias.

### Chelsea F. C.

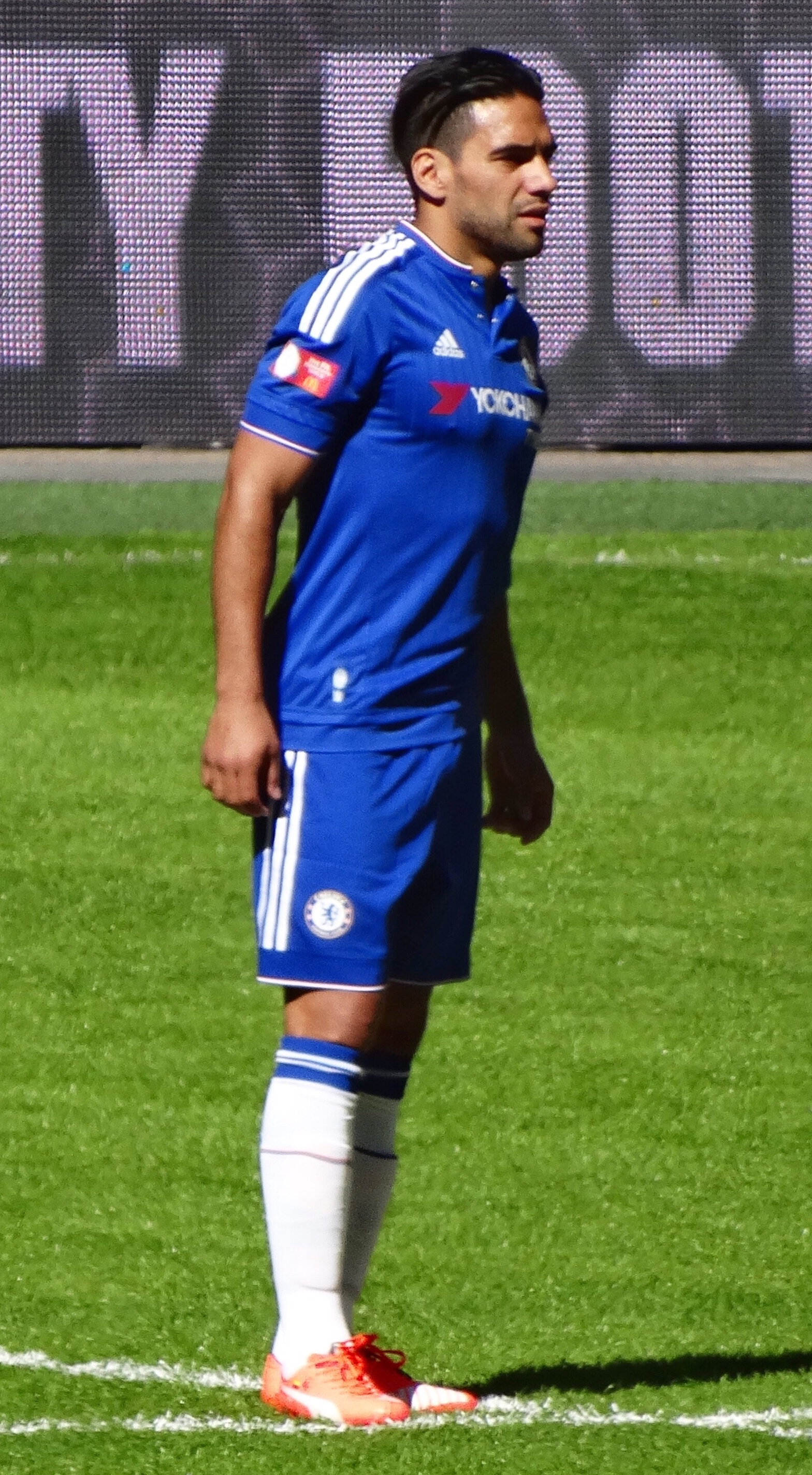
Falcao jugando con el Chelsea F. C. en 2015.

El 3 de julio de 2015, debido a que el Manchester United no hiciera uso de la opción de compra, se confirmó que Falcao jugaría en el Chelsea Football Club, nuevamente en calidad de cedido.
Su debut oficial se realizaría el 2 de agosto en la final de la Community Shield 2015 frente al Arsenal F. C., entrando en el segundo tiempo del partido por Loïc Rémy. Aquel encuentro fue derrota por 1-0 para el cuadro blue, perdiendo así el primer título de la temporada. Su debut en la liga se produjo seis días después en el empate 2-2 en casa con el Swansea City, jugando los últimos seis minutos, en lugar de Willian.
El 29 de agosto marcaría su primer gol en la derrota 2 a 1 contra Crystal Palace por la cuarta fecha de la Premier League.
El 3 de noviembre, Falcao sufrió una lesión muscular en el entrenamiento, y fue puesto por fuera por un par de semanas, sin embargo, el 15 de enero de 2016, el nuevo técnico Guus Hiddink, confirmó que la lesión del último revés era «muy grave». No sería inscrito para la Champions League el mes siguiente, además traerían a Alexandre Pato como reemplazo suyo.
El Chelsea no haría efectiva su opción de compra por lo que se marcharía de los blues con tan solo 12 partidos disputados y un gol marcado.

### Regreso a A. S. Mónaco F. C.

#### Temporada 2016-17

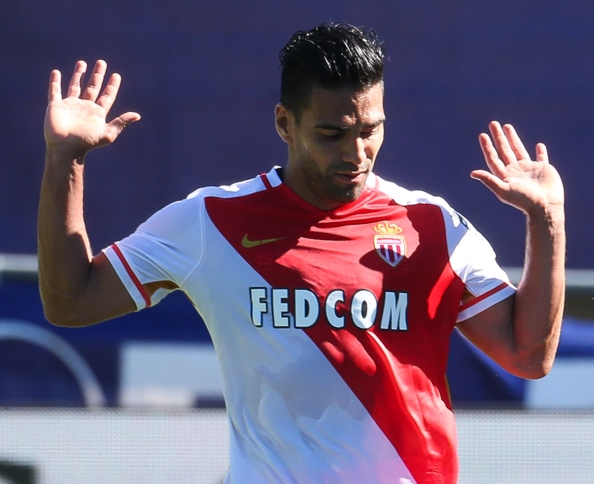
Falcao disputando un partido con el A. S. Mónaco en 2016.

El 10 de junio de 2016 regresa de préstamo de Chelsea. Jugaría su primer partido oficial de la temporada el 27 de julio donde marcaría un gol después de 333 días de manera oficial en la derrota 2-1 sobre el Fenerbahce por la tercera ronda de la pre- Champions League.
El 3 de agosto de 2016 vuelve a marcar el segundo gol del A. S. Mónaco a través de una pena máxima al Fenerbahce por la vuelta de la tercera ronda de la pre-Champions League también dio una asistencia, de esta forma marcando su segundo gol oficial de la temporada, pero en el minuto 45 tuvo que ser sustituido por una molestia en su muslo izquierdo, pero su equipo derrotaría al Fenerbahce 3 a 1 como local, de esta forma clasificándose a los play offs enfrentándose al equipo español Villarreal.

El Mónaco logra clasificar nueva edición de la Champions League venciendo al Villarreal CF por un global de 3 a 1, Falcao no disputó ninguno de los dos partidos por su lesión en el muslo izquierdo que lo mantuvo alejado de las canchas durante un mes.

Su primer gol en la Ligue 1 2016-17 lo marcaría el 17 de septiembre en la victoria de su club 3 a 0 sobre el Stade Rennes jugando 78 minutos como capitán.
El 2 de noviembre de 2016 marcaría su primer doblete de la temporada en la goleada 3 a 0 de su club por la cuarta fecha de la Champions League 2016/17 marcando después de siete años en la Champions League donde saldría como la figura del encuentro.
El 5 de noviembre marca su primer doblete en la Ligue 1 2016-17 frente al AS Nancy y su segundo doblete en lo que va de la temporada, llevando ya 4 goles en la competición. Vuelve a marcar doblete el 3 de diciembre en la goleada 5 a 0 sobre el SC Bastia.
El 10 de diciembre marca su primer 'hat-trick después de 4 años, lo hace en la goleada 4 a 0 en su visita a F. C. Girondins de Burdeos donde seria la figura del partido.
Vuelve a marcar doblete el 4 de febrero en la victoria 3 a 0 sobre el OGC Niza quedando como únicos líderes del torneo, marcando su tercer doblete en la actual campaña de la Ligue 1 2016-17, además llega a ser catalogado como el delantero más letal en Europa con espectacular promedio de anotar cada 69,2 minutos por partido. El 11 de febrero marca otro doblete esta vez contra el F. C. Metz en la goleada 5 a 0, llegando a la cifra de 16 goles y quedando como el tercer máximo goleador del campeonato, solo por debajo del francés Alexandre Lacazette con 20 y del uruguayo Edinson Cavani con 25.
El 21 de febrero marca doblete en la ida de la Liga de Campeones en la derrota 5-3 en su visita al Manchester City, en el segundo gol marcando un golazo de globito y siendo el primer colombiano en marcar en fases de eliminatoria con dos equipos, tras hacerlo antes con el F. C. Oporto.
El 8 de abril tras volver de una lesión marca el gol de la victoria como visitantes sobre Angers SCO. El 19 de mayo marca gol en la victoria 3 a 1 sobre el Borussia Dortmund clasificando a las semifinales de la Liga de Campeones. Vuelve a marcar doblete el 14 de mayo en la goleada 4 por 0 sobre los Lille OSC.
Termina la temporada siendo campeón de la Ligue 1 después de muchos años, además de ser el goleador del equipo con 30 goles en la temporada.

#### Temporada 2017-18
El 4 de agosto en su debut en Liga marca gol en la victoria 3 a 2 sobre el Tolouse remontando un 1-2, para la segunda fecha de la Ligue 1 marca su primer triplete de la temporada en la goleada 4 por 1 en su visita al Dijon F. C. O. haciendo su segundo hat-trick con el club. El 18 de agosto marca el único gol de la victoria por la mínima sobre el F. C. Metz, el 27 de agosto marca doblete en la goleada 6 por 1 sobre el Olympique Marsella, vuelve y marca doblete el 16 de septiembre en la goleada 3 por 0 sobre el Racing Estrasburgo, seis días después vuelve y hace dos goles en la goleada 4 por 0 como visitantes contra el Lille OSC.
El 17 de octubre marca su primer gol en la Champions League en la caída 1-2 contra el Beşiktaş, el 21 de noviembre marca de nuevo en la dura goleada en casa 4-1 contra RB Leipzig. El 2 de diciembre le da la victoria su club por la mínima frente al Angers SCO, a los cuatro días marca su tercer tanto en la Champions 2017-18 en la derrota 5-2 contra el F. C. Porto, entrando en el Top 20 de los máximos goleadores en competiciones Europeas con 48 tantos. El 12 de diciembre marca el segundo tanto en la victoria 2-0 sobre el S. M. Caen por la Copa de Liga, con un disparo desde 40 metros de distancia del arco rival, ratificando el pase del equipo a cuartos de final.
Su primer gol del 2018 lo hace el 16 de enero en el empate a dos goles frente al OGC Niza. El 31 de enero marca doblete en la victoria 2 por 0 sobre el Montpellier H. S. C. dándole la clasificación a su club a la final de la Copa de la Liga de Francia frente al PSG. El 7 de abril marca su último gol de la temporada en la victoria 2-1 sobre el F. C. Nantes.
Termina la temporada con 24 goles nuevamente como goleador del club y siendo subcampeón de la Ligue 1.

#### Temporada 2018-19
Su debut en la nueva temporada lo hace el 11 de agosto entrando en el segundo tiempo donde hace una asistencia y el tercer gol definitivo en la victoria 3-1 frente a Nantes. 
El 2 de septiembre marca gol en la derrota 2-3 como locales frente a Olympique de Marsella, el 21 marca el gol del empate a un gol contra Nîmes. El 24 de noviembre anota el único gol del compromiso de tiro libre frente al SM Caen para consolidar la victoria, cortando así con una racha de 17 partidos sin ganar para su equipo. El 4 de diciembre marca gol en la victoria 2-0 a domicilio frente a Amiens SC rival directo por el descenso.

El 22 de enero marca su primer gol del 2019 en la eliminación de la Copa ante Metz luego de caer 3 por 1 como locales. El 10 de febrero marca para el 2 a 2 definitivo en casa del Montpellier. El 2 de marzo marca doblete para finalizar el empate a dos goles frente a Angers SCO, empatando al minuto 80 de tiro penal luego de ir cayendo 2-0, a los siete días marca para el empate a un gol contra Bordeaux. El 1 de mayo vuelve a marcar doblete esta vez contra el Stade Rennes, empatando el partido después de ir cayendo en el marcador por 2-0 desde el minuto 9'. El 18 de mayo marca su último gol de la temporada en la victoria 2 por 0 nuevamente ante Amiens SC así sumando punto para lograr salvarse del descenso.

### Galatasaray S. K.
El 2 de septiembre de 2019, el Galatasaray S. K. anunció su fichaje a coste cero para las siguientes tres temporadas, así como su sueldo de 5 millones de euros netos al año. Debuta el 13 de septiembre marcando el gol de la victoria por la mínima ante Kasımpaşa.
En agosto de 2021 el presidente del club turco anuncia la salida del jugador colombiano, debido a la imposibilidad de seguir abonando su contrato de $4.000.000 de Euros.

### Rayo Vallecano
El 4 de septiembre se confirma como nuevo jugador del Rayo Vallecano de la Primera División de España llegando como agente libre y volviendo a la Liga después de ocho años. El 18 de septiembre de 2021, Falcao debuta con el conjunto rayista anotando el tercer gol de su equipo 12 minutos después de haber ingresado al terreno de juego.
El 27 de mayo de 2024 Falcao publica en sus redes sociales un mensaje de despedida a la afición del Rayo Vallecano a modo de despedida. Culmina así un ciclo de 3 temporadas en el club madrileño, donde jugó 80 partidos y anotó 12 goles.

### Millonarios F.C.

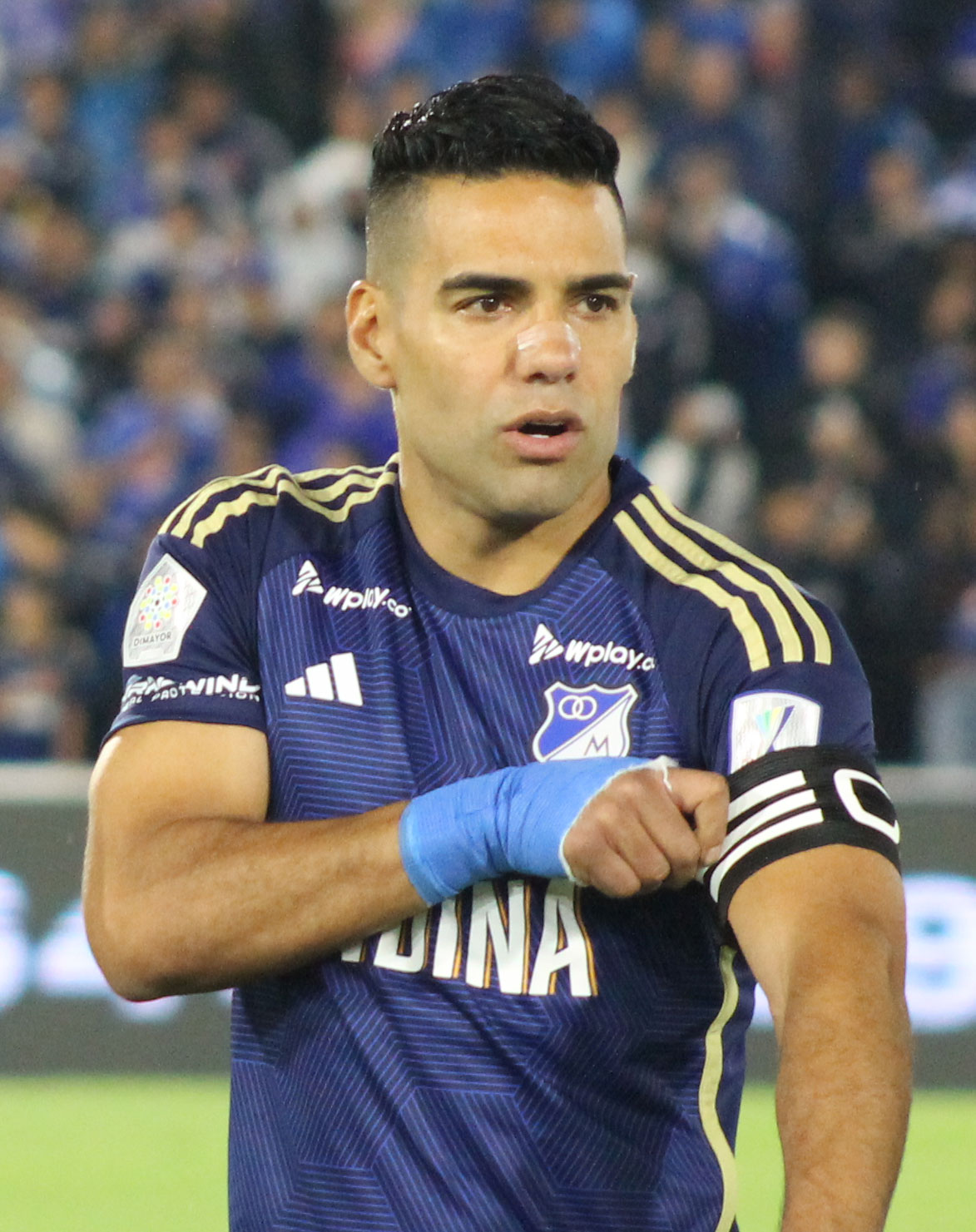
Falcao como capitán de Millonarios en 2024.

A lo largo de su carrera Falcao había expresado su amor por Millonarios, el equipo de su infancia, sin embargo nunca jugó en el equipo 'albi-azul' más allá de un breve paso donde entrenó con el equipo bajo las órdenes de Jaime "Flaco" Rodríguez previo a su paso a River Plate. En 2023 se dio el primer acercamiento entre ambas partes, sin embargo no se pudo llegar a un acuerdo debido al vínculo existente entre el delantero colombiano y su club el Rayo Vallecano. No fue sino hasta el 20 de junio de 2024 que finalmente se pudo lograr un acuerdo que permitiera su llegada al equipo.'El Tigre' fue presentado el mismo día en horas de la tarde por medio de las redes sociales del club, firmando un contrato por 6 meses con posibilidad de extenderse por objetivos cumplidos.

"Cuando salí de Colombia dije que quería volver a Millonarios, que es el equipo del cual soy hincha. Todo el mundo sabe que Millonarios es el equipo de mi corazón, de mi niñez".
Radamel Falcao en su video de presentación con Millonarios.

El 1 de septiembre de 2024 Falcao anota su primer gol vistiendo la camiseta de Millonarios en la victoria 3-0 ante Patriotas Boyacá. Con este gol 'el tigre'  iguala la marca de Víctor Hugo Aristizábal de 346 goles anotados y se convierte en el máximo goleador colombiano activo de la historia. El 14 de noviembre de 2024 anota su gol número 347 en el duelo de la fecha 19 ante Boyacá Chicó, posicionandose así como el máximo goleador colombiano de la historia.

"Se da justo con Millonarios, en un momento ideal de mi carrera, para venir acá y lograr ese objetivo con esta camiseta que de niño siempre soñé vestir".
Radamel Falcao luego de consagrarse como el máximo goleador histórico colombiano.

Posteriormente en abril de 2025, Falcao fue alcanzado y superado por el delantero de Once Caldas Dayro Moreno en la cifra de máximos goleadores históricos, con Dayro anotando su gol 352 sobre el 351 del delantero de Millonarios.
El 2 de julio de 2025, Falcao anunció su salida de Millonarios donde anotó 11 goles en un total de 29 partidos jugados.

"Los sueños se cumplen y logre cumplir el mío, el sueño que tuve de niño se materializo y pude vestir estos colores. Hoy solo tengo palabras de agradecimiento para cada uno de ustedes, por su apoyo, su respaldo y por estar ahí cada fecha.
Radamel Falcao en su mensaje de despedida.

## Selección nacional

### Categorías inferiores
Su primera convocatoria con la selección nacional fue en el año 1998 cuando con apenas 12 años de edad fue convocado por el entrenador Dulio Miranda para los ciclos de preparación del sudamericano sub-17 de 1999.
Más adelante en 2001, disputó el sudamericano sub-17, en donde fue convocado por el entrenador Eleazar Julio Valdivieso y su asistente José Helmer Silva. Además, compartido plantel con jugadores que también llegaron al profesionalismo como: Alejandro Otero, Carlos Chávez, Breiner Belalcázar, Javier Araujo, Jorge Perlaza, John Jairo Sandoval y Víctor Hugo Montaño.
Luego en 2005, siendo dirigido por Eduardo Lara fue campeón con la selección colombiana sub-20 en el Sudamericano Sub-20 en el cual Colombia fue el anfitrión. Falcao o "El Tigre" como es a veces conocido, jugó cinco partidos y además le anotó a la selección argentina en el empate 1-1 disputado en el Estadio Palogrande de Manizales.
Luego, disputó la Copa Mundial de Fútbol Juvenil de 2005 ese mismo año, donde jugó tres partidos y marcó dos goles contra Canadá y Siria, respectivamente.

### Selección absoluta
El 7 de febrero de 2007 debutó con la selección de mayores en el partido amistoso de Colombia contra Uruguay y el 3 de junio de 2007 marcó su primer gol con la camiseta colombiana ante la selección de Montenegro en Japón durante la Copa Kirin. Falcao se perdió la Copa América 2007 por lesiones.

#### Clasificación para la Copa Mundial de 2010
Falcao jugó su primer partido en competiciones oficiales el 14 de octubre de 2007 contra Brasil de parte de las Eliminatorias al Mundial 2010.
Para los encuentros disputados ante Paraguay y Brasil en octubre de 2008 Falcao no estuvo presente a causa de una lesión de en el muslo posterior derecho que sufrió en el partido disputado entre River Plate y Vélez que lo alejó de las canchas durante al menos 4 semanas. En el primer partido posterior a aquella lesión disputado en noviembre de 2008, anota un gol en un amistoso contra Nigeria, dándole la victoria al cuadro cafetero por la mínima.
En junio de 2009, el delantero colombiano marcó lo que fue su primer gol en competiciones oficiales con la selección de Colombia en la victoria del conjunto nacional contra Perú, dándole así los 3 puntos a su país. Falcao jugó diez partidos y marcó un gol durante las eliminatorias.
El 8 de octubre de 2010, Falcao entraría durante el segundo tiempo y mandó un globito para sacudir la red ecuatoriana en los últimos minutos del partido y así darle la victoria por la mínima a la selección colombiana en el Red Bull Arena de Nueva Jersey.

#### Copa América 2011
Como preparación para la Copa América en Argentina, Colombia disputó tres partidos amistosos previos al campeonato, frente a España, Ecuador y Chile. Sin embargo, solo disputó estos dos últimos, los cuales se jugaron en el Estadio Vicente Calderón en Madrid, España y en el Kyocera Stadion de La Haya, Holanda respectivamente. En el primero de ellos que se jugó el 26 de marzo de 2011, marcó uno de los dos goles con los que la selección cafetera ganó dos goles a cero. Frente a Chile, tres días después, participó 90 minutos de juego pero no pudo marcar en la derrota 2-0 de su selección.
El 6 de junio de 2011, Radamel fue incluido por, el entonces técnico de Colombia, Hernán Darío Gómez en el listado de convocados de Colombia para la Copa América.
En el torneo, Falcao disputó los cuatro partidos jugados por su seleccionado, hasta llegar a cuartos de final y ser eliminados. El 2 de julio en su debut en el campeonato jugó 90 minutos y no pudo marcar en el triunfo de Colombia 1-0 frente a Costa Rica. Días después, en un encuentro que los enfrentó al local, Argentina, en el Estadio Brigadier General Estanislao López de Santa Fe no pudo marcar su primer gol en la competición ya que su equipo empató tal partido con un marcador de 0-0. En el partido final de la fase de grupos, el combinado tricolor se midió con Bolivia, en un partido que lo tuvo como protagonista al marcar los dos goles —uno de penalti— con los que su selección ganó 2-0 a su similar. Con este último resultado, Colombia avanzó a cuartos de final como primera del Grupo A.
Su último juego en el torneo fue por cuartos de final contra Perú, el 16 de julio de 2011, en un encuentro que eliminó a Colombia al perder 2-0, ambos goles marcados en la prórroga; Radamel falló un tiro desde el punto penal cuando el juego estaba 0-0.

##### Clasificación para la Copa Mundial de 2014

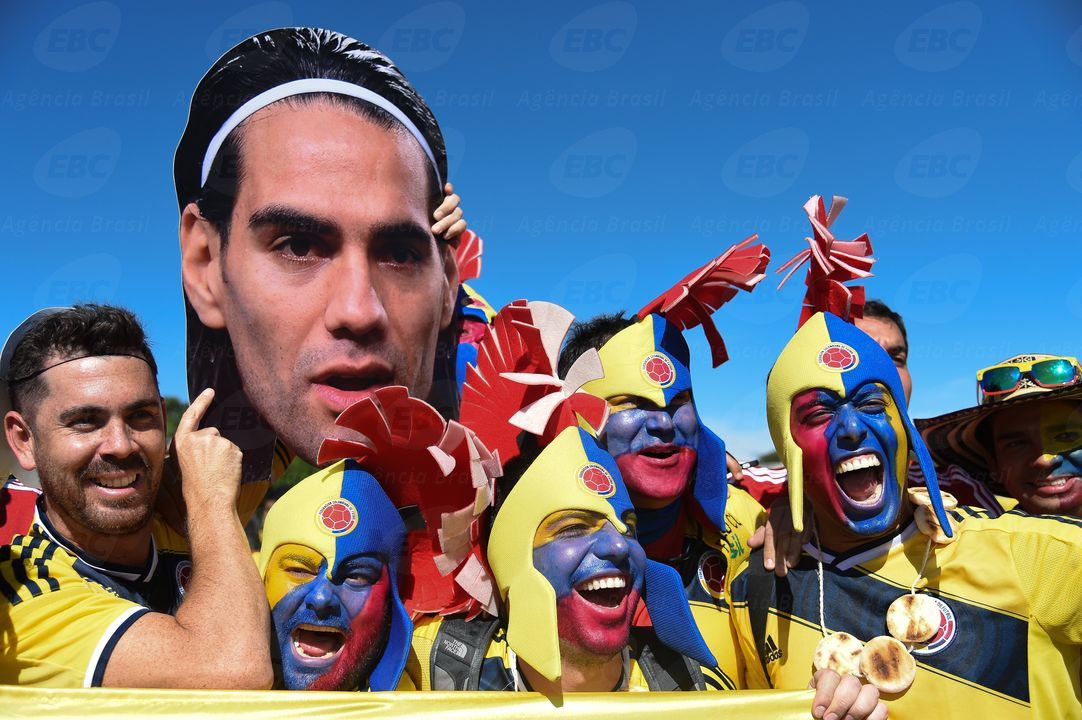
Afición colombiana durante la Copa del Mundo de 2014 que celebra con la cara de Falcao.

Previo a comenzar las eliminatorias para la Copa Mundial, Falcao disputó dos encuentros amistosos con su selección, frente a Honduras y Jamaica, el 3 y 6 de septiembre respectivamente. Ambos encuentros finalizaron 2-0 a favor del combinado cafetero, sin embargo, no marcó en ninguno de los dos partidos pero asistió a Teófilo Gutiérrez en el segundo gol frente a Jamaica.
El 11 de octubre de 2011, en el primer partido de Colombia en la clasificación a la Copa Mundial frente a Bolivia en el Estadio Hernando Siles, entró al campo en el segundo tiempo y en el último minuto del partido, hizo el gol que puso el 1-2 final a favor del combinado colombiano, y de esta forma finalizó su año 2011, dado que no pudo disputar los encuentros frente a Venezuela y Argentina, como local ambos, debido a una lesión que le aquejaba.
El 29 de febrero de 2012, en un encuentro que enfrentó a los combinados de Colombia y México con José Pékerman como nuevo entrenador de Colombia, en el Sun Life Stadium de Miami, Estados Unidos. En tal juego, que finalizó 2-0 a favor de los cafeteros, disputó todo el encuentro y marcó el primer gol de su equipo.
De nuevo, Falcao fue convocado para la selección de Colombia, de cara a los encuentros frente a Perú y Ecuador, jugados el 3 y 10 de junio de 2012. En el primer encuentro, de esta doble jornada por las eliminatorias de Conmebol, frente a Perú, el combinado colombiano ganó, a través de un gol de James Rodríguez que dio el 0-1 definitivo, en el Estadio Nacional del Perú. Radamel jugó todo el encuentro, sin embargo, no marcó para su selección. Días después, el 10 de junio de 2012, se jugó el otro partido correspondiente a la doble jornada de eliminatorias, esta vez frente al combinado de Ecuador, en el Estadio Olímpico Atahualpa de Quito, un encuentro que dio como resultado 1-0 en contra de la selección de Colombia, con gol de Christian Benítez; de nuevo, Falcao jugó todo el partido, pero no pudo hacer nada para evitar la derrota de su equipo.

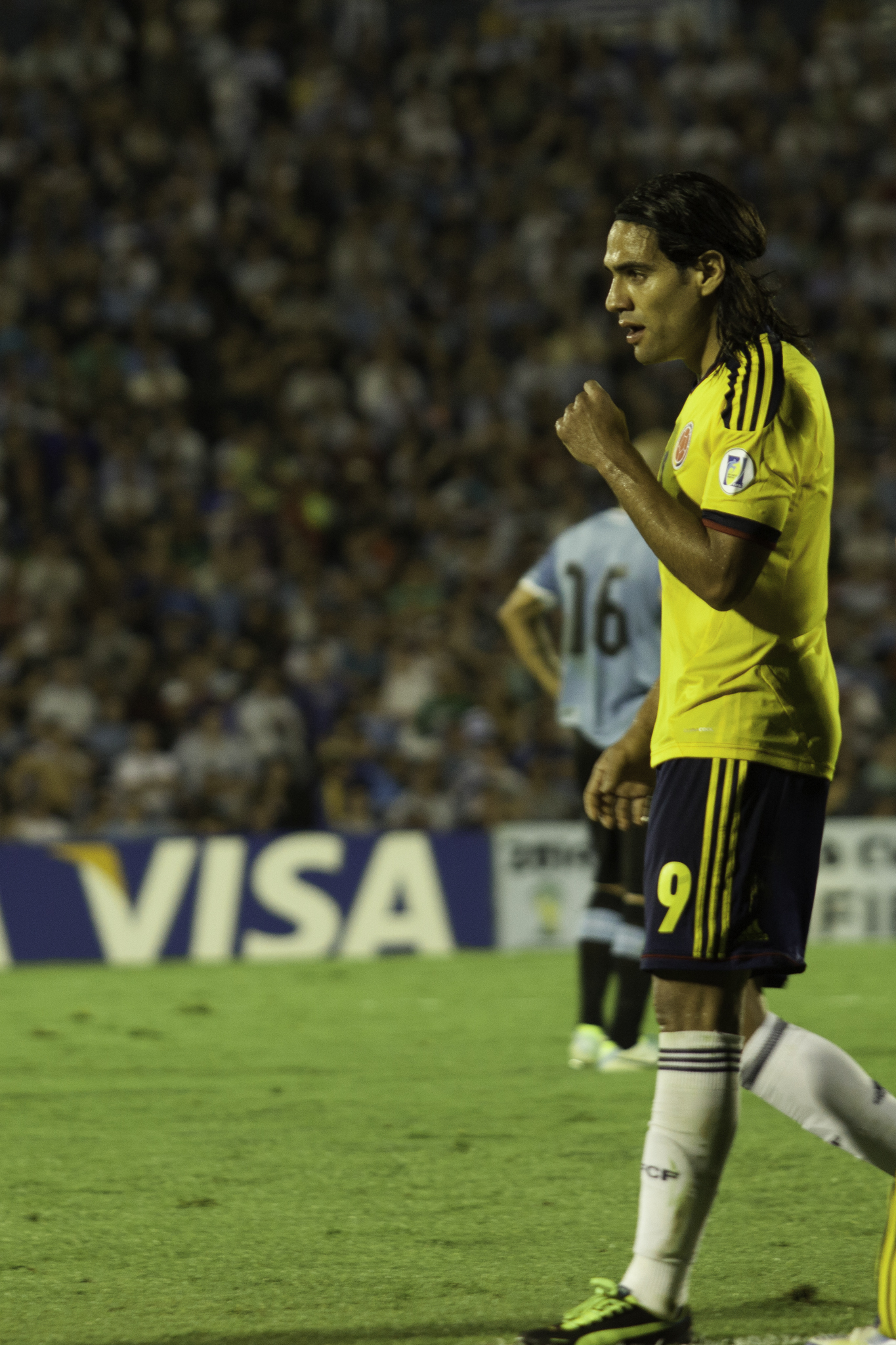
«El Tigre» durante el partido que enfrentó a y Colombia en el Estadio Centenario de Montevideo.

Como de costumbre, Radamel fue nuevamente convocado para los partidos frente a Uruguay y Chile, por las fechas séptima y octava de las eliminatorias de Conmebol. El 7 de septiembre de 2012, en el primero de estos dos encuentros, frente a Uruguay en el Estadio Metropolitano, jugó todo el encuentro y marcó el primer gol de la selección cafetera al minuto 2' de juego; el partido terminó con un marcador de 4-0 a favor de Colombia. Cuatro días después, cuando Colombia enfrentó a Chile, hizo el segundo gol de su selección, cuando estaban empatados, y dio la asistencia del tercer gol, con lo que el combinado tricolor ganó 1-3 en el Estadio Monumental de Chile tras remontar en el marcador.
Posteriormente, en el partido por la novena jornada de las eliminatorias que los enfrentó a Paraguay en el estadio Metropolitano, fue la figura del encuentro al marcar dos espectaculares tantos, los únicos del encuentro con los que la selección cafetera ganó 2-0. El último partido que disputó en el 2012, fue contra Brasil, en un encuentro amistoso en el MetLife Stadium de East Rutherford, Estados Unidos; tal juego, finalizó con un empate a un gol en el que no pudo anotar.
En el mes de marzo de 2013 regresaron las eliminatorias. Falcao fue llamado de nuevo por el seleccionador José Néstor Pékerman para disputar los partidos ante Bolivia y Venezuela.
El día 22 de marzo de 2013, se jugó el partido correspondiente a la decimoprimera fecha de la ronda sudamericana de clasificación. El encuentro se jugó en el Estadio Metropolitano de la ciudad de Barranquilla en Colombia. El oponente fue Bolivia. Colombia goleó a Bolivia con el marcador de 5-0. Radamel Falcao marcó el cuarto gol de "los cafeteros" tras una asistencia de Pablo Armero. También se le anuló un gol por fuera de juego.
El día 26 de marzo de 2013, se jugó el encuentro correspondiente a la 12.ª Jornada. El rival fue Venezuela, y el partido se disputó en Ciudad Guayana, Venezuela. Falcao permaneció solo adelante, como único delantero, de acuerdo a la estrategia planteada por el técnico Pékerman. Sin embargo, un gol de Salomón Rondón a los 13 minutos del primer tiempo fue decisivo para determinar la victoria de Venezuela.
El 11 de octubre de 2013, en el partido de la penúltima fecha de clasificación del Mundial ante Chile, Falcao anotó doblete de penaltis para empatar 3-3 después de ir perdiendo 0-3. Este resultado aseguró Colombia la clasificación para la Copa Mundial por primera vez desde 1998.
Falcao puso fin a la fase de clasificación Mundial de 2014 como máximo anotador de Colombia con nueve goles, quedando solo por detrás de Luis Alberto Suárez, Lionel Messi y Gonzalo Higuaín.

#### Copa Mundial de 2014
El 13 de mayo de 2014, Falcao fue incluido por José Pékerman, el director técnico de Colombia, en la lista preliminar para el Mundial 2014. A pesar de esto, El 2 de junio de 2014 Pekerman lo dejó afuera de la lista final de 23 jugadores y dio a conocer que Falcao no iría a la Copa Mundial de Brasil 2014. Esto ocurrió después de que no pudiera recuperarse al 100% de una lesión de ligamento anterior cruzado en la rodilla izquierda que sufrió el 22 de enero de 2014 jugando en un partido de la Copa de Francia con el Mónaco.
Tras la rueda de prensa de la decisión de que Falcao no iría al mundial, el jugador declaró:

"Hoy estoy en buenas condiciones físicas, pero no quería quitarle a un compañero la posibilidad de jugar, ni hacer algo en contra de mi salud".
Radamel Falcao, jugador de la selección colombia.

Falcao estuvo en periodo de recuperación durante seis meses y estaba lleno de posibilidades a poder disputar el mundial. Todo el país deseaba que se recuperara rápido con el hashtag (#FuerzaFalcao) que circuló en las redes sociales.

#### Copa América 2015
Falcao anotaría su primer gol en 11 meses desde su lesión contra El Salvador el 10 de octubre de 2014. Marcaría el primer gol, mientras que asistiría los otros dos goles a Carlos Bacca en la victoria por 3-0.
En un amistoso contra Baréin el 26 de marzo de 2015, Falcao asistido un gol y marcó un doblete en la victoria por 6-0, quedando a un gol del récord de Arnoldo Iguarán como máximo anotador de Colombia. Cuatro días más tarde, se llegó a la altura de 24 goles con Iguarán con un penal en la victoria por 3-1 sobre Kuwait.
El 6 de junio, rompió el récord al anotar el único gol para derrotar a Costa Rica en un amistoso en Buenos Aires antes de la Copa América 2015. Fue el capitán del equipo en el torneo, pero no pudo anotar en tres partidos de grupo y perdió la titularidad con Jackson Martínez para los cuartos de final en el que caerían por penaltis frente a Argentina el 26 de junio.

#### Clasificación para la Copa Mundial de 2018
El 15 de noviembre de 2016 juega su primer partido de titular en las Eliminatorias Rusia 2018 en la derrota 3 a 0 frente a Selección Argentina por la fecha 12, saliendo a los 75 minutos por Carlos Bacca. Su primer gol en la eliminatorias lo marca el 5 de septiembre marcando el empate a un gol frente a la Selección Brasil en Barranquilla, vuelve y marca por segundo partido consecutivo el 5 de octubre dándole la clasificación al mundial parcial a Colombia, al final caen derrotados 2 por 1 como locales ante Paraguay.

#### Copa Mundial de 2018

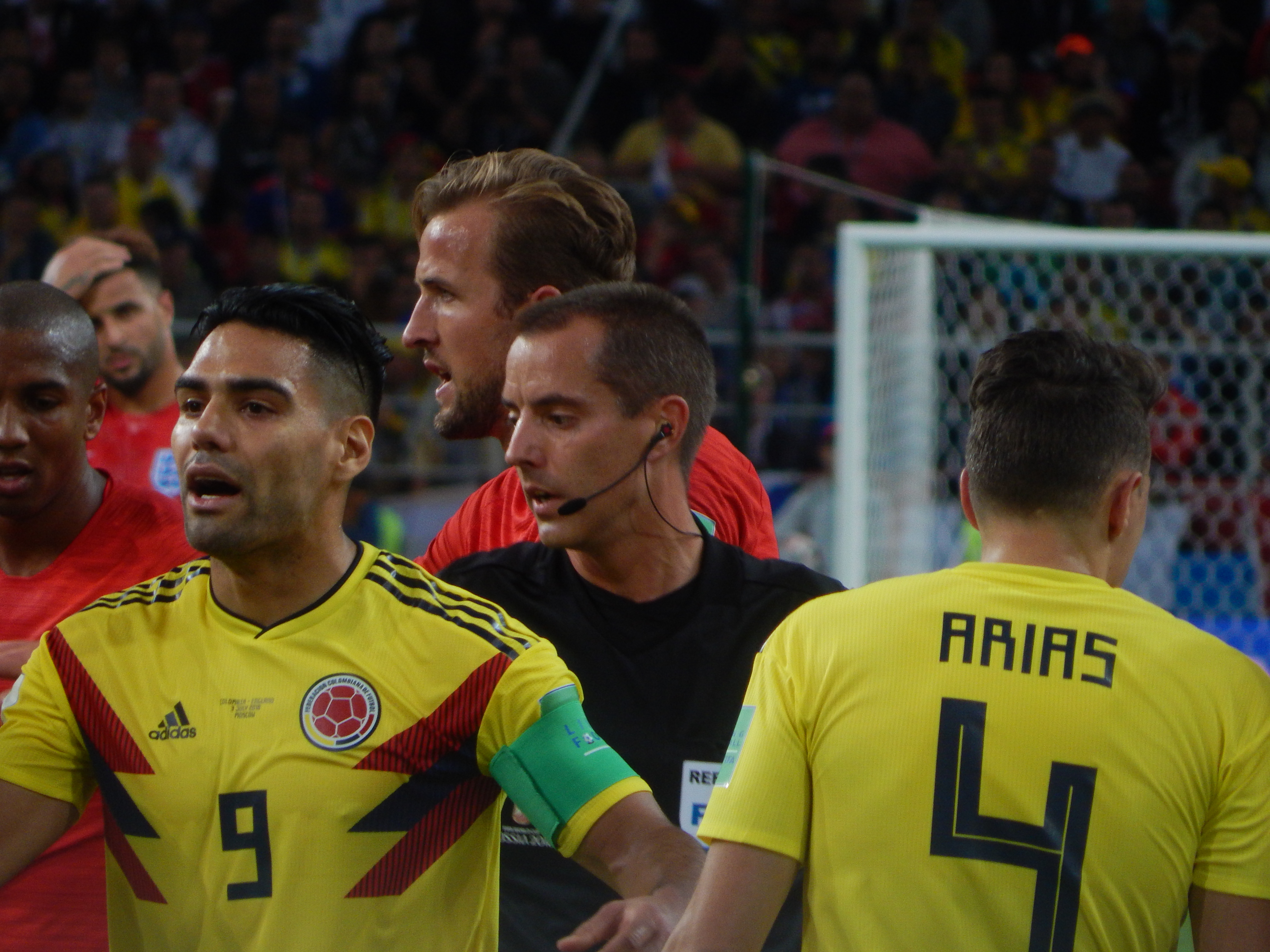
Falcao como capitán del equipo.

El 14 de mayo de 2018 fue incluido por el entrenador José Pekerman en la lista preliminar de 35 jugadores para disputar la Copa Mundial de 2018. Finalmente sería seleccionado en la lista de los 23 que irán a Rusia. Debutaría en un mundial el 19 de junio como titular y jugando todo el partido en la derrota 2 por 1 contra Japón siendo el capitán del equipo. Marca su primer gol en un Mundial en la goleada 3 por 0 sobre Polonia cumpliendo el sueño de marcar en Rusia 2018, al final caen eliminados en octavos de final por penales frente a Inglaterra, Falcao llegó a 30 goles con la selección.

#### Copa América 2019
El 30 de mayo queda seleccionado en la lista final de 23 jugadores que disputaran la Copa América 2019 en Brasil. El 1 de junio en amistoso previo en el Estadio El Campin marca en la goleada 3 por 0 sobre Panamá. Debuta en la histórica victoria 2 por 0 sobre Argentina. Al final caen eliminados en cuartos de final frente a Chile por puntos desde el tiro penal luego de empatar a cero goles, Radamel se iría sin marca un gol en la Copa.

#### Clasificación para la Copa Mundial de 2022
El 9 de octubre de 2020 debuta por la primera fecha de las Eliminatorias Rusia 2018 en la goleada 3 a 0 frente a selección de Venezuela, saliendo a los 74 minutos por Duván Zapata. Marca su primer gol en la eliminatorias en la segunda fecha el 13 de octubre marcando el gol del empate agónico a dos goles frente a Chile en Santiago, marcando el gol al minuto 92.

#### Participaciones enCopas del Mundo
| Mundial                  | Sede                     | Resultado                | PJ | GA | Asis |
| ------------------------ | ------------------------ | ------------------------ | -- | -- | ---- |
| Copa Mundial Sub-20 2005 | Países Bajos             | Octavos de final         | 3  | 2  | 0    |
| Mundial de Rusia 2018    | Rusia                    | Octavos de final         | 4  | 1  | 0    |
| Total en Copas del Mundo | Total en Copas del Mundo | Total en Copas del Mundo | 7  | 3  | 0    |

#### Participaciones enCopas América
| Torneo                 | Sede                   | Resultado              | PJ | GA | Asis |
| ---------------------- | ---------------------- | ---------------------- | -- | -- | ---- |
| Copa América 2011      | Argentina              | Cuartos de final       | 4  | 2  | 0    |
| Copa América 2015      | Chile                  | Cuartos de final       | 4  | 0  | 0    |
| Copa América 2019      | Brasil                 | Cuartos de final       | 4  | 0  | 0    |
| Total en Copas América | Total en Copas América | Total en Copas América | 12 | 0  | 0    |

#### Participaciones enEliminatorias al Mundial
| Eliminatoria                            | Sede del Mundial       | Posición               | Resultado   | PJ | GA | Asis | Prom |
| --------------------------------------- | ---------------------- | ---------------------- | ----------- | -- | -- | ---- | ---- |
| Eliminatorias Mundial de Sudáfrica 2010 | Sudáfrica              | 7°lugar 23pts          | Eliminado   | 10 | 1  | 0    | 0,1  |
| Eliminatorias Mundial de Brasil 2014    | Brasil                 | 2°lugar 30pts          | Clasificado | 13 | 9  | 1    | 0,69 |
| Eliminatorias Mundial de Rusia 2018     | Rusia                  | 4°lugar 27pts          | Clasificado | 8  | 2  | 1    | 0,25 |
| Eliminatorias Mundial de Catar 2022     | Catar                  | 6°lugar 23pts          | Eliminado   | 10 | 1  | 0    | 0,1  |
| Total en Eliminatorias                  | Total en Eliminatorias | Total en Eliminatorias | 2/4         | 41 | 13 | 2    | 0,32 |

#### Goles
Actualizado al último gol marcado el 19 de noviembre de 2022.
| 1  | 3 de junio de 2007       | Estadio Matsumoto, Matsumoto, Japón                     | Montenegro     | 1-0 | 1 - 0 | Copa Kirin 2007            |
| 2  | 8 de septiembre de 2007  | Estadio Monumental, Lima, Perú                          | Perú           | 2-1 | 2 - 2 | Amistoso                   |
| 3  | 19 de noviembre de 2008  | Deportivo Cali, Palmira, Colombia                       | Nigeria        | 1-0 | 1 - 0 | Amistoso                   |
| 4  | 10 de junio de 2009      | Atanasio Girardot, Medellín, Colombia                   | Perú           | 1-0 | 1 - 0 | Clasificación Mundial 2010 |
| 5  | 12 de agosto de 2009     | Giants Stadium, Nueva York, Estados Unidos              | Venezuela      | 1-1 | 1 - 2 | Amistoso                   |
| 6  | 8 de octubre de 2010     | Red Bull Arena, Nueva Jersey, Estados Unidos            | Ecuador        | 1-0 | 1 - 0 | Amistoso                   |
| 7  | 26 de marzo de 2011      | Vicente Calderón, Madrid, España                        | Ecuador        | 2-0 | 2 - 0 | Amistoso                   |
| 8  | 10 de julio de 2011      | Brigadier General Estanislao López, Santa Fe, Argentina | Bolivia        | 1-0 | 2 - 0 | Copa América 2011          |
| 9  | 10 de julio de 2011      | Brigadier General Estanislao López, Santa Fe, Argentina | Bolivia        | 2-0 | 2 - 0 | Copa América 2011          |
| 10 | 11 de octubre de 2011    | Hernando Siles, La Paz, Bolivia                         | Bolivia        | 2-1 | 2 - 1 | Clasificación Mundial 2014 |
| 11 | 29 de febrero de 2012    | Sun Life, Miami, Estados Unidos                         | México         | 1-0 | 2 - 0 | Amistoso                   |
| 12 | 7 de septiembre de 2012  | Metropolitano Roberto Meléndez, Barranquilla, Colombia  | Uruguay        | 1-0 | 4 - 0 | Clasificación Mundial 2014 |
| 13 | 11 de septiembre de 2012 | Monumental, Santiago, Chile                             | Chile          | 2-1 | 3 - 1 | Clasificación Mundial 2014 |
| 14 | 12 de octubre de 2012    | Metropolitano Roberto Meléndez, Barranquilla, Colombia  | Paraguay       | 1-0 | 2 - 0 | Clasificación Mundial 2014 |
| 15 | 12 de octubre de 2012    | Metropolitano Roberto Meléndez, Barranquilla, Colombia  | Paraguay       | 2-0 | 2 - 0 | Clasificación Mundial 2014 |
| 16 | 22 de marzo de 2013      | Metropolitano Roberto Meléndez, Barranquilla, Colombia  | Bolivia        | 4-0 | 5 - 0 | Clasificación Mundial 2014 |
| 17 | 11 de junio de 2013      | Metropolitano Roberto Meléndez, Barranquilla, Colombia  | Perú           | 1-0 | 2 - 0 | Clasificación Mundial 2014 |
| 18 | 11 de octubre de 2013    | Metropolitano Roberto Meléndez, Barranquilla, Colombia  | Chile          | 2-3 | 3 - 3 | Clasificación Mundial 2014 |
| 19 | 11 de octubre de 2013    | Metropolitano Roberto Meléndez, Barranquilla, Colombia  | Chile          | 3-3 | 3 - 3 | Clasificación Mundial 2014 |
| 20 | 14 de noviembre de 2013  | Rey Balduino, Bruselas, Bélgica                         | Bélgica        | 1-0 | 2 - 0 | Amistoso                   |
| 21 | 10 de octubre de 2014    | Red Bull Arena, Nueva Jersey, EEUU                      | El Salvador    | 1-0 | 3 - 0 | Amistoso                   |
| 22 | 26 de marzo de 2015      | Nacional, Riffa, Baréin                                 | Baréin         | 2-0 | 6 - 0 | Amistoso                   |
| 23 | 26 de marzo de 2015      | Nacional, Riffa, Baréin                                 | Baréin         | 3-0 | 6 - 0 | Amistoso                   |
| 24 | 30 de marzo de 2015      | Jeque Zayed, Abu Dabi, Emiratos Árabes Unidos           | Kuwait         | 3-1 | 3 - 1 | Amistoso                   |
| 25 | 6 de junio de 2015       | Diego Armando Maradona, Buenos Aires, Argentina         | Costa Rica     | 1-0 | 1 - 0 | Amistoso                   |
| 26 | 7 de junio de 2017       | Nueva Condomina, Murcia, España                         | España         | 2-1 | 2 - 2 | Amistoso                   |
| 27 | 5 de septiembre de 2017  | Metropolitano Roberto Meléndez, Barranquilla, Colombia  | Brasil         | 1-1 | 1 - 1 | Clasificación Mundial 2018 |
| 28 | 5 de octubre de 2017     | Metropolitano Roberto Meléndez, Barranquilla, Colombia  | Paraguay       | 1-0 | 1 - 2 | Clasificación Mundial 2018 |
| 29 | 23 de marzo de 2018      | Estadio de Francia, Saint-Denis, Francia                | Francia        | 2-2 | 2 - 3 | Amistoso                   |
| 30 | 24 de junio de 2018      | Kazán Arena, Kazán, Rusia                               | Polonia        | 0-2 | 0 - 3 | Copa Mundial 2018          |
| 31 | 7 de septiembre de 2018  | Hard Rock, Miami, Estados Unidos                        | Venezuela      | 1-1 | 1 - 2 | Amistoso                   |
| 32 | 11 de octubre de 2018    | Raymond James, Tampa, Estados Unidos                    | Estados Unidos | 2-3 | 2 - 4 | Amistoso                   |
| 33 | 22 de marzo de 2019      | Internacional de Yokohama, Japón                        | Japón          | 0-1 | 0 - 1 | Amistoso                   |
| 34 | 3 de junio de 2019       | Nemesio Camacho El Campín, Colombia                     | Panamá         | 3-0 | 3 - 0 | Amistoso                   |
| 35 | 13 de octubre de 2020    | Nacional, Santiago, Chile                               | Chile          | 2-2 | 2 - 2 | Clasificación Mundial 2022 |
| 36 | 19 de noviembre de 2022  | DRV PNK Stadium, Fort Lauderdale, Estados Unidos        | Paraguay       | 2-0 | 2 - 0 | Amistoso                   |

## Estadísticas

### Clubes
Actualizado al 3 de junio de 2025.
| Club                         | Div.                | Temporada           | Liga  | Liga  | Liga   | Copas nacionales | Copas nacionales | Copas nacionales | Copas internacionales | Copas internacionales | Copas internacionales | Total | Total | Total  | Media Goleadora |
| Club                         | Div.                | Temporada           | Part. | Goles | Asist. | Part.            | Goles            | Asist.           | Part.                 | Goles                 | Asist.                | Part. | Goles | Asist. | Media Goleadora |
| ---------------------------- | ------------------- | ------------------- | ----- | ----- | ------ | ---------------- | ---------------- | ---------------- | --------------------- | --------------------- | --------------------- | ----- | ----- | ------ | --------------- |
| Lanceros Boyacá · Colombia   | 2.ª                 | 1999                | 1     | 0     | 0      | —                | —                | —                | —                     | —                     | —                     | 1     | 0     | 0      | 0,00            |
| Lanceros Boyacá · Colombia   | 2.ª                 | 2000                | 7     | 2     | 1      | —                | —                | —                | —                     | —                     | —                     | 7     | 2     | 1      | 0,14            |
| Lanceros Boyacá · Colombia   | Total club          | Total club          | 8     | 2     | 1      | 0                | 0                | 0                | 0                     | 0                     | 0                     | 8     | 2     | 1      | 0,20            |
| River Plate Argentina        | 1.ª                 | 2005-C              | 4     | 0     | 0      | —                | —                | —                | —                     | —                     | —                     | 4     | 0     | 0      | 0,00            |
| River Plate Argentina        | 1.ª                 | 2005-A              | 7     | 7     | 3      | —                | —                | —                | —                     | —                     | —                     | 7     | 7     | 3      | 1,00            |
| River Plate Argentina        | 1.ª                 | 2006-07             | 20    | 3     | 3      | —                | —                | —                | 3                     | 0                     | 1                     | 23    | 3     | 4      | 0,13            |
| River Plate Argentina        | 1.ª                 | 2007-08             | 27    | 11    | 3      | —                | —                | —                | 12                    | 8                     | 1                     | 39    | 19    | 4      | 0,49            |
| River Plate Argentina        | 1.ª                 | 2008-09             | 32    | 13    | 3      | —                | —                | —                | 6                     | 3                     | 0                     | 38    | 16    | 3      | 0,42            |
| River Plate Argentina        | Total club          | Total club          | 90    | 34    | 12     | 0                | 0                | 0                | 21                    | 11                    | 2                     | 111   | 45    | 14     | 0,41            |
| FC Porto Portugal            | 1.ª                 | 2009-10             | 28    | 25    | 7      | 7                | 5                | 2                | 8                     | 4                     | 1                     | 43    | 34    | 10     | 0,79            |
| FC Porto Portugal            | 1.ª                 | 2010-11             | 22    | 16    | 4      | 4                | 4                | 1                | 16                    | 18                    | 2                     | 44    | 38    | 7      | 0,90            |
| FC Porto Portugal            | Total club          | Total club          | 50    | 41    | 11     | 11               | 9                | 3                | 24                    | 22                    | 3                     | 87    | 72    | 17     | 0,83            |
| Atlético de Madrid · España  | 1.ª                 | 2011-12             | 34    | 24    | 4      | 1                | 0                | 0                | 15                    | 12                    | 2                     | 50    | 36    | 6      | 0,72            |
| Atlético de Madrid · España  | 1.ª                 | 2012-13             | 34    | 28    | 1      | 4                | 2                | 1                | 3                     | 4                     | 1                     | 41    | 34    | 3      | 0,83            |
| Atlético de Madrid · España  | Total club          | Total club          | 68    | 52    | 5      | 5                | 2                | 1                | 18                    | 16                    | 3                     | 91    | 70    | 9      | 0,77            |
| AS Monaco Francia            | 1.ª                 | 2013-14             | 17    | 9     | 0      | 2                | 2                | 1                | —                     | —                     | —                     | 19    | 11    | 1      | 0,56            |
| AS Monaco Francia            | 1.ª                 | 2014                | 3     | 2     | 0      | —                | —                | —                | —                     | —                     | —                     | 3     | 2     | 0      | 0,67            |
| Manchester United Inglaterra | 1.ª                 | 2014-15             | 26    | 4     | 5      | 3                | 0                | 0                | —                     | —                     | —                     | 29    | 4     | 5      | 0,14            |
| Chelsea FC Inglaterra        | 1.ª                 | 2015-16             | 10    | 1     | 0      | 2                | 0                | 0                | —                     | —                     | —                     | 12    | 1     | 0      | 0,08            |
| AS Monaco Francia            | 1.ª                 | 2016-17             | 29    | 21    | 5      | 4                | 2                | 0                | 10                    | 7                     | 1                     | 43    | 30    | 6      | 0,69            |
| AS Monaco Francia            | 1.ª                 | 2017-18             | 26    | 18    | 5      | 5                | 3                | 0                | 5                     | 3                     | 0                     | 36    | 24    | 5      | 0,66            |
| AS Monaco Francia            | 1.ª                 | 2018-19             | 33    | 15    | 2      | 1                | 1                | 0                | 5                     | 0                     | 0                     | 38    | 16    | 2      | 0,43            |
| AS Monaco Francia            | Total club          | Total club          | 108   | 65    | 12     | 12               | 8                | 1                | 20                    | 10                    | 1                     | 140   | 83    | 14     | 0,60            |
| Galatasaray SK Turquía       | 1.ª                 | 2019-20             | 16    | 10    | 1      | 3                | 1                | 0                | 3                     | 0                     | 0                     | 22    | 11    | 1      | 0,50            |
| Galatasaray SK Turquía       | 1.ª                 | 2020-21             | 17    | 9     | 2      | 0                | 0                | 0                | 1                     | 0                     | 0                     | 18    | 9     | 2      | 0,50            |
| Galatasaray SK Turquía       | 1.ª                 | 2021                | 1     | 0     | 0      | 0                | 0                | 0                | 2                     | 0                     | 0                     | 3     | 0     | 0      | 0,00            |
| Galatasaray SK Turquía       | Total club          | Total club          | 34    | 19    | 3      | 3                | 1                | 0                | 6                     | 0                     | 0                     | 43    | 20    | 3      | 0,47            |
| Rayo Vallecano · España      | 1.ª                 | 2021-22             | 22    | 6     | 0      | 3                | 0                | 0                | —                     | —                     | —                     | 25    | 6     | 0      | 0,24            |
| Rayo Vallecano · España      | 1.ª                 | 2022-23             | 27    | 2     | 0      | 2                | 0                | 0                | —                     | —                     | —                     | 29    | 2     | 0      | 0,07            |
| Rayo Vallecano · España      | 1.ª                 | 2023-24             | 22    | 1     | 0      | 4                | 3                | 1                | —                     | —                     | —                     | 26    | 4     | 1      | 0,15            |
| Rayo Vallecano · España      | Total club          | Total club          | 71    | 9     | 0      | 9                | 3                | 1                | 0                     | 0                     | 0                     | 80    | 12    | 1      | 0,15            |
| Millonarios · Colombia       | 1.ª                 | 2024-F              | 16    | 5     | 0      | —                | —                | —                | —                     | —                     | —                     | 16    | 5     | 0      | 0.31            |
| Millonarios · Colombia       | 1.ª                 | 2025-A              | 12    | 6     | 0      | —                | —                | —                | 1                     | 0                     | 0                     | 13    | 6     | 0      | 0.46            |
| Millonarios · Colombia       | Total club          | Total club          | 28    | 11    | 0      | 0                | 0                | 0                | 0                     | 0                     | 0                     | 29    | 11    | 0      | 0.37            |
| Total en su carrera          | Total en su carrera | Total en su carrera | 476   | 237   | 49     | 45               | 23               | 6                | 89                    | 59                    | 8                     | 609   | 320   | 64     | 0.53            |
| 1. 2.                        |                     |                     |       |       |        |                  |                  |                  |                       |                       |                       |       |       |        |                 |

Fuentes:Soccerway.

### Selecciones
| Selección           | Temporada     | Amistosos | Amistosos | Amistosos | Sudamérica | Sudamérica | Sudamérica | Mundial | Mundial | Mundial | Total | Total | Total  | Media goleadora |
| Selección           | Temporada     | Part.     | Goles     | Asist.    | Part.      | Goles      | Asist.     | Part.   | Goles   | Asist.  | Part. | Goles | Asist. | Media goleadora |
| ------------------- | ------------- | --------- | --------- | --------- | ---------- | ---------- | ---------- | ------- | ------- | ------- | ----- | ----- | ------ | --------------- |
| Sub-17 · Colombia   | 2001          | —         | —         | —         | 3          | 1          | 1          | —       | —       | —       | 3     | 1     | 1      | 0,33            |
| Sub-17 · Colombia   | Total         | 0         | 0         | 0         | 3          | 1          | 1          | 0       | 0       | 0       | 3     | 1     | 1      | 0,33            |
| Sub-20 · Colombia   | 2004          | 3         | 0         | 1         | —          | —          | —          | —       | —       | —       | 3     | 0     | 1      | 0               |
| Sub-20 · Colombia   | 2005          | —         | —         | —         | 6          | 1          | 0          | 3       | 2       | 0       | 9     | 3     | 0      | 0,33            |
| Sub-20 · Colombia   | Total         | 3         | 0         | 1         | 6          | 1          | 0          | 3       | 2       | 0       | 12    | 3     | 1      | 0,33            |
| Absoluta · Colombia | 2007          | 6         | 2         | 0         | 2          | 0          | 0          | —       | —       | —       | 8     | 2     | 0      | 0,25            |
| Absoluta · Colombia | 2008          | 4         | 1         | 0         | 1          | 0          | 0          | —       | —       | —       | 5     | 1     | 0      | 0,20            |
| Absoluta · Colombia | 2009          | 2         | 1         | 1         | 7          | 1          | 0          | —       | —       | —       | 9     | 2     | 1      | 0,22            |
| Absoluta · Colombia | 2010          | 4         | 1         | 0         | —          | —          | —          | —       | —       | —       | 4     | 1     | 0      | 0,25            |
| Absoluta · Colombia | 2011          | 5         | 3         | 1         | 3          | 1          | 0          | —       | —       | —       | 8     | 4     | 1      | 0,40            |
| Absoluta · Colombia | 2012          | 2         | 1         | 0         | 5          | 4          | 2          | —       | —       | —       | 7     | 5     | 2      | 0,71            |
| Absoluta · Colombia | 2013          | 2         | 1         | 0         | 7          | 4          | 0          | —       | —       | —       | 9     | 5     | 0      | 0,56            |
| Absoluta · Colombia | 2014          | 3         | 1         | 1         | —          | —          | —          | —       | —       | —       | 3     | 1     | 1      | 0,33            |
| Absoluta · Colombia | 2015          | 3         | 4         | 1         | 6          | 0          | 0          | —       | —       | —       | 9     | 4     | 1      | 0,50            |
| Absoluta · Colombia | 2016          | —         | —         | —         | 2          | 0          | 0          | —       | —       | —       | 2     | 0     | 0      | 0,00            |
| Absoluta · Colombia | 2017          | 2         | 1         | 0         | 4          | 2          | 1          | —       | —       | —       | 6     | 3     | 1      | 0,50            |
| Absoluta · Colombia | 2018          | 7         | 3         | 0         | 0          | 0          | 0          | 4       | 1       | 0       | 11    | 4     | 0      | 0,37            |
| Absoluta · Colombia | 2019          | 4         | 2         | 0         | 4          | 0          | 0          | —       | —       | —       | 8     | 2     | 0      | 0,37            |
| Absoluta · Colombia | 2020          | —         | —         | —         | 2          | 1          | 0          | —       | —       | —       | 2     | 1     | 0      | 0,5             |
| Absoluta · Colombia | 2021          | —         | —         | —         | 6          | 0          | 0          | —       | —       | —       | 6     | 0     | 0      | 0,0             |
| Absoluta · Colombia | 2022          | 3         | 1         | —         | 2          | 0          | 0          | —       | —       | —       | 5     | 1     | 0      | 0,25            |
| Absoluta · Colombia | 2023          | 2         | 0         | 0         | —          | —          | —          | —       | —       | —       | 2     | 0     | 0      | 0,0             |
| Absoluta · Colombia | Total         | 49        | 21        | 4         | 51         | 13         | 3          | 4       | 1       | 0       | 104   | 36    | 7      | 0,36            |
| Total carrera       | Total carrera | 52        | 21        | 5         | 63         | 15         | 5          | 7       | 3       | 0       | 119   | 40    | 10     | 0,34            |
| 1.                  |               |           |           |           |            |            |            |         |         |         |       |       |        |                 |

### Resumen estadístico goles a nivel profesional
Actualizado al 3 de julio de 2025.
| Competición           | Partidos | Goles | Promedio |
| --------------------- | -------- | ----- | -------- |
| Ligas Nacionales      | 484      | 238   | 0,49     |
| Copas nacionales      | 45       | 23    | 0,52     |
| Copas Internacionales | 90       | 59    | 0.66     |
| Selección de Colombia | 104      | 36    | 0,35     |
| Total en su carrera   | 723      | 356   | 0,49     |

### Tripletes
| 1  | 27 de septiembre de 2007 | El Monumental, Buenos Aires | River Plate - Botafogo                      |  | 4 - 2 | Copa Sudamericana 2007   |
| 2  | 2 de diciembre de 2010   | Ernst Happel, Viena         | Rapid Viena - Porto                         |  | 1 - 3 | Liga Europea 2010-11     |
| 3  | 7 de abril de 2011       | Dragão, Oporto              | Porto - Spartak de Moscú                    |  | 5 - 1 | Liga Europea 2010-11     |
| 4  | 28 de abril de 2011      | Dragão, Oporto              | Porto - Villarreal                          |  | 5 - 1 | Liga Europea 2010-11     |
| 5  | 18 de septiembre de 2011 | Vicente Calderón, Madrid    | Atlético de Madrid - Racing de Santander    |  | 4 - 0 | Liga Española 2011-12    |
| 6  | 21 de enero de 2012      | Anoeta, San Sebastián       | Real Sociedad - Atlético de Madrid          |  | 0 - 4 | Liga Española 2011-12    |
| 7  | 27 de agosto de 2012     | Vicente Calderón, Madrid    | Atlético de Madrid - Athletic Club          |  | 4 - 0 | Liga Española 2012-13    |
| 8  | 31 de agosto de 2012     | Luis II, Mónaco             | Atlético de Madrid - Chelsea                |  | 4 - 1 | Supercopa de Europa 2012 |
| 9  | 9 de diciembre de 2012   | Vicente Calderón, Madrid    | Atlético de Madrid - Deportivo de La Coruña |  | 6 - 0 | Liga Española 2012-13    |
| 10 | 10 de diciembre de 2016  | Matmut Atlantique, Burdeos  | Girondins de Burdeos - Mónaco               |  | 0 - 4 | Ligue 1 2016-17          |
| 11 | 13 de agosto de 2017     | Stade Gaston Gérard, Dijon  | Dijon - Mónaco                              |  | 1 - 4 | Ligue 1 2017-18          |

## Palmarés y distinciones

### Títulos nacionales
| Título                        | Club               | País      | Año     |
| ----------------------------- | ------------------ | --------- | ------- |
| Primera División de Argentina | C. A. River Plate  | Argentina | C-2008  |
| Copa de Portugal              | F. C. Porto        | Portugal  | 2009-10 |
| Supercopa de Portugal         | F. C. Porto        | Portugal  | 2010    |
| Primeira Liga                 | F. C. Porto        | Portugal  | 2010-11 |
| Copa de Portugal              | F. C. Porto        | Portugal  | 2010-11 |
| Supercopa de Portugal         | F. C. Porto        | Portugal  | 2011    |
| Primeira Liga                 | F. C. Porto        | Portugal  | 2011-12 |
| Copa del Rey                  | Atlético de Madrid | España    | 2012-13 |
| Ligue 1                       | A. S. Mónaco F. C. | Francia   | 2016-17 |

### Títulos internacionales
| Título                         | Club                         | Sede     | Año     |
| ------------------------------ | ---------------------------- | -------- | ------- |
| Campeonato Sudamericano Sub-20 | Selección de Colombia Sub-20 | Colombia | 2005    |
| Liga de Europa de la UEFA      | F. C. Porto                  | Dublín   | 2010-11 |
| Liga de Europa de la UEFA      | Atlético de Madrid           | Bucarest | 2011-12 |
| Supercopa de Europa            | Atlético de Madrid           | Mónaco   | 2012    |

### Distinciones individuales
| Distinción                                                                                            | Año  |
| --- | ---- |
| Parte del Equipo Ideal de América                                                                     | 2007 |
| Atleta del año de F. C. Porto                                                                         | 2010 |
| Máximo goleador de la Copa de Portugal (5 goles)                                                      | 2010 |
| Mejor gol Liga de Campeones Fox Sports                                                                | 2010 |
| Máximo goleador de la UEFA Europa League (17 goles)                                                   | 2011 |
| "Man of the Match", al mejor jugador de la Final de la UEFA Europa League                             | 2011 |
| Mejor jugador del partido contra Bolivia en la Copa América                                           | 2011 |
| Cruz de Caballero de la Orden del Congreso de Colombia                                                | 2011 |
| Deportista del año en Colombia por el diario El Tiempo                                                | 2011 |
| Mejor jugador de la temporada en Portugal, dado por el diario A Bola                                  | 2012 |
| Segundo mejor anotador según la IFFHS                                                                 | 2012 |
| Máximo goleador de la UEFA Europa League (12 goles)                                                   | 2012 |
| "Man of the Match", al mejor jugador de la Final de la UEFA Europa League                             | 2012 |
| Tercer goleador de la Liga de España                                                                  | 2012 |
| Parte del Equipo del Año de la Liga BBVA, según UEFA                                                  | 2012 |
| Mejor gol de la UEFA Europa League                                                                    | 2012 |
| "Man of the Match", al mejor jugador de la Supercopa de Europa                                        | 2012 |
| Máximo goleador de la Supercopa de Europa (3 goles)                                                   | 2012 |
| "Premio AS del Deporte", concedido por el Diario As                                                   | 2012 |
| Personaje del año, concedido por el diario El Espectador                                              | 2012 |
| Quinto mejor jugador del año, según World Soccer Magazine                                             | 2012 |
| Personaje del año, concedido por el diario El Tiempo                                                  | 2012 |
| Tercer mejor deportista del año en América Latina, concedido por la agencia informativa Prensa Latina | 2012 |
| Dentro de los 100 personajes del año concedido por el diario español El País                          | 2012 |
| Medalla al mérito ciudadano en Colombia                                                               | 2012 |
| Personaje del año concedido por el informativo Noticias RCN                                           | 2012 |
| Mejor jugador de fútbol, según los premios Globe Soccer Awards                                        | 2012 |
| Ganador del Once de Bronce, según la votación del Once de Oro                                         | 2012 |
| Quinto goleador internacional del mundo en el año 2012 según la IFFHS                                 | 2013 |
| Incluido en el FIFA/FIFPro World XI 2012                                                              | 2013 |
| Segundo lugar en el Premio Puskás al Mejor gol del año                                                | 2013 |
| (5.º) Quinto mejor jugador del mundo, según la votación del FIFA Balón de Oro 2012                    | 2013 |
| Premio MARCA al Máximo Goleador de la UEFA Europa League                                              | 2013 |
| Trofeo Comunidad Iberoamericana                                                                       | 2013 |
| (11.º) mejor jugador del mundo, según la votación del FIFA Balón de Oro 2013                          | 2014 |

## Récords
- Jugador más joven en debutar oficialmente en un campeonato del Fútbol Profesional Colombiano con 13 años y 112 días de edad. Lo hizo el 28 de agosto de 1999, en un partido entre Lanceros Fair Play y Deportivo Pereira, correspondiente al torneo de la Primera B 1999.[37][36]

- Jugador colombiano con más goles en Europa, superando en abril de 2011 las 62 anotaciones conseguidas por Juan Pablo Ángel en Aston Villa entre las temporadas 2001 y 2007. Falcao superó este registro en menos de 2 temporadas.[269]

- Jugador colombiano con más anotaciones en competencias europeas con 48 tantos entre el F. C. Porto, Atlético de Madrid y el AS Monaco, también entró a la historia del F. C. Porto superando al legendario Mário Jardel quien llevaba 19 anotaciones.[270]

- Superó a Jürgen Klinsmann como máximo anotador en una misma temporada de Liga Europea de la UEFA con 17 tantos, dos más que el alemán.[271]

- Primer jugador en la historia de Liga Europea de la UEFA en marcar 3 tripletas en una misma temporada.[272]

- Primer jugador colombiano en marcar en una final de la Liga Europea de la UEFA.[273]

- Jugador más caro vendido en la historia del Porto y en la Primera División de Portugal, y más caro comprado en la historia del Atlético de Madrid, por 40 millones de euros.[274][275] Con esto se convirtió en el colombiano más caro hasta el momento de su contratación.[276]

- Primer jugador colombiano en marcar 100 goles en Ligas Europeas de Fútbol.[277]

- Primer jugador en la historia de la Liga Europea de la UEFA que se consagra en dos ediciones consecutivas como máximo goleador del torneo. Lo hizo en las ediciones 2010-11 y 2011-12.[278]

- Primer jugador en anotar gol en dos finales consecutivas de la Liga Europea de la UEFA.[279]

- Máximo anotador del Atlético de Madrid en una misma temporada en competición internacional.[280]

- Máximo anotador del Atlético de Madrid en un mismo año en Primera División.[281]

- Máximo goleador histórico del Atlético de Madrid en una primera vuelta de liga española.[282]

- Igualó la marca de Baltazar como máximo goleador del Atlético de Madrid en una primera mitad de la temporada.[283]

- Jugador más rápido en anotar 50 goles en Liga en el Atlético de Madrid.[284]

- Es el máximo goleador de la Selección de fútbol de Colombia, con 36 goles.

- Jugador con más goles en finales de competiciones de la UEFA (Liga de Campeones de la UEFA, Liga Europa de la UEFA, Supercopa de Europa) con 6.